# 브라질의 문화
브라질의 문화는 다양한 원주민 문화의 융합과 특히 브라질 식민지 시대에 원주민, 포르투갈인 식민지 개척자 및 아프리카인들 사이에서 일어난 문화적 융합으로 형성되었다. 19세기 후반과 20세기 초반에 브라질은 주로 포르투갈, 이탈리아, 스페인, 독일 출신의 상당수 이민자를 받아들였으며, 이들과 함께 일본, 오스트리아, 네덜란드, 아르메니아, 아랍, 유대인, 폴란드, 우크라이나, 프랑스, 러시아, 스위스, 헝가리, 그리스, 중국, 한국 출신의 소수 이민자들이 브라질의 지역 문화 형성에 중요한 기여를 했으며, 이로써 브라질이 현재의 다원적이고 인종적으로 다양한 사회로 존재하는 데 기여했다.
포르투갈 제국에 의한 3세기 동안의 식민지화의 결과로, 브라질 문화의 많은 측면은 포르투갈의 문화에서 파생되었다. 포르투갈로부터 물려받은 수많은 것에는 포르투갈어, 쌀밥과 콩 및 페이조아다와 같은 음식, 지배적인 종교 및 식민지 건축 양식이 포함된다. 그러나 이러한 측면은 아프리카 및 원주민 전통과 다른 서유럽 국가들의 전통에 의해 영향을 받았다. 브라질 문화의 일부 측면은 이탈리아, 스페인, 독일, 일본 및 기타 유럽 이민자들의 기여이다. 아메리카 원주민과 아프리카인들도 브라질 언어, 요리, 음악, 춤, 종교 형성에 중요한 역할을 했다.
이 다양한 문화적 배경은 리우 카니발과 분바 메우 보이와 같이 세계적으로 알려진 많은 축제와 행사를 선보이는 데 기여했다. 다채로운 문화는 브라질을 매년 100만 명 이상의 관광객이 방문하는 인기 있는 관광지로 만드는 환경을 조성한다.

## 역사
브라질은 3세기 이상 포르투갈의 식민지였다. 이 기간 동안 약 100만 명의 포르투갈 정착민이 도착했고 그들의 문화를 식민지로 가져왔다. 브라질의 원주민들은 식민지 개척자들과 많은 접촉을 했다. 많은 이들이 멸종되었고, 다른 이들은 포르투갈인과 혼합되었다. 그런 이유로 브라질은 문화적으로 아메리카 원주민의 영향도 받고 있으며, 주로 음식과 언어에서 나타난다. 브라질 포르투갈어는 주로 고대 투피어에서 유래한 수백 개의 아메리카 원주민 단어를 포함한다.
아프리카 흑인들은 브라질로 노예로 끌려와 브라질 문화 형성에 적극적으로 참여했다. 포르투갈 식민지 개척자들은 노예들에게 로마가톨릭주의로 개종하고 포르투갈어를 사용하도록 강요했지만, 그들의 문화적 영향은 인종과 기원에 관계없이 브라질 주민들에게 흡수되었다. 브라질의 일부 지역, 특히 바이아주는 음악, 요리, 춤, 언어에서 아프리카의 특히 주목할 만한 유산을 가지고 있다.
이민자들은 이탈리아, 독일, 스페인, 일본, 우크라이나, 러시아, 폴란드, 오스트리아-헝가리, 중동에서 왔으며, 그들이 정착한 지역(대부분 남부 및 남동부)에서 중요한 역할을 했다. 그들은 조인빌리, 카시아스두술, 블루메나우, 쿠리치바와 같은 중요한 도시가 된 공동체를 조직했으며, 브라질 문화에 중요한 기여를 했다.
브라질의 모더니즘은 1922년 상파울루에서 열린 현대 미술 주간으로 시작되었으며, 실험주의와 브라질 사회 및 문화에 대한 관심, 그리고 유럽 및 미국의 영향과 브라질 문학 학회의 정설에 대한 반항으로 특징지어진다. 타르실라 두 아마랄과 오스바우두 지 안드라지는 포우-브라질 선언, 아바포루 및 안트로포파지아 운동의 촉매제 역할을 했다. 1930년대에는 지우베르투 프레이리 및 세르지우 부아르케 지 올란다와 같은 사회학자들이 브라질 문화, 사회, 정체성에 대한 아이디어를 발표하며 "인종 민주주의" 및 "코르디알 맨"과 같은 개념을 제시했다.
군사 독재 시대(1964-1985)와 특히 1968년 제5차 제도법 이후, 정부는 예술, 문학, 음악, 연극, 영화 등 전복적이거나 "도덕과 예절"에 반하는 것으로 간주되는 자료를 검열했다. 트로피칼리아 또는 트로피칼리스모는 정부와 가톨릭 교회 모두의 이러한 억압과 권위주의에 맞선 운동이었다. 1960년대 반문화의 일부인 트로피칼리스모는 지우베르투 지우와 카에타누 벨로주와 같은 인물들이 주도했으며 주로 음악에서 나타났다.

## 언어

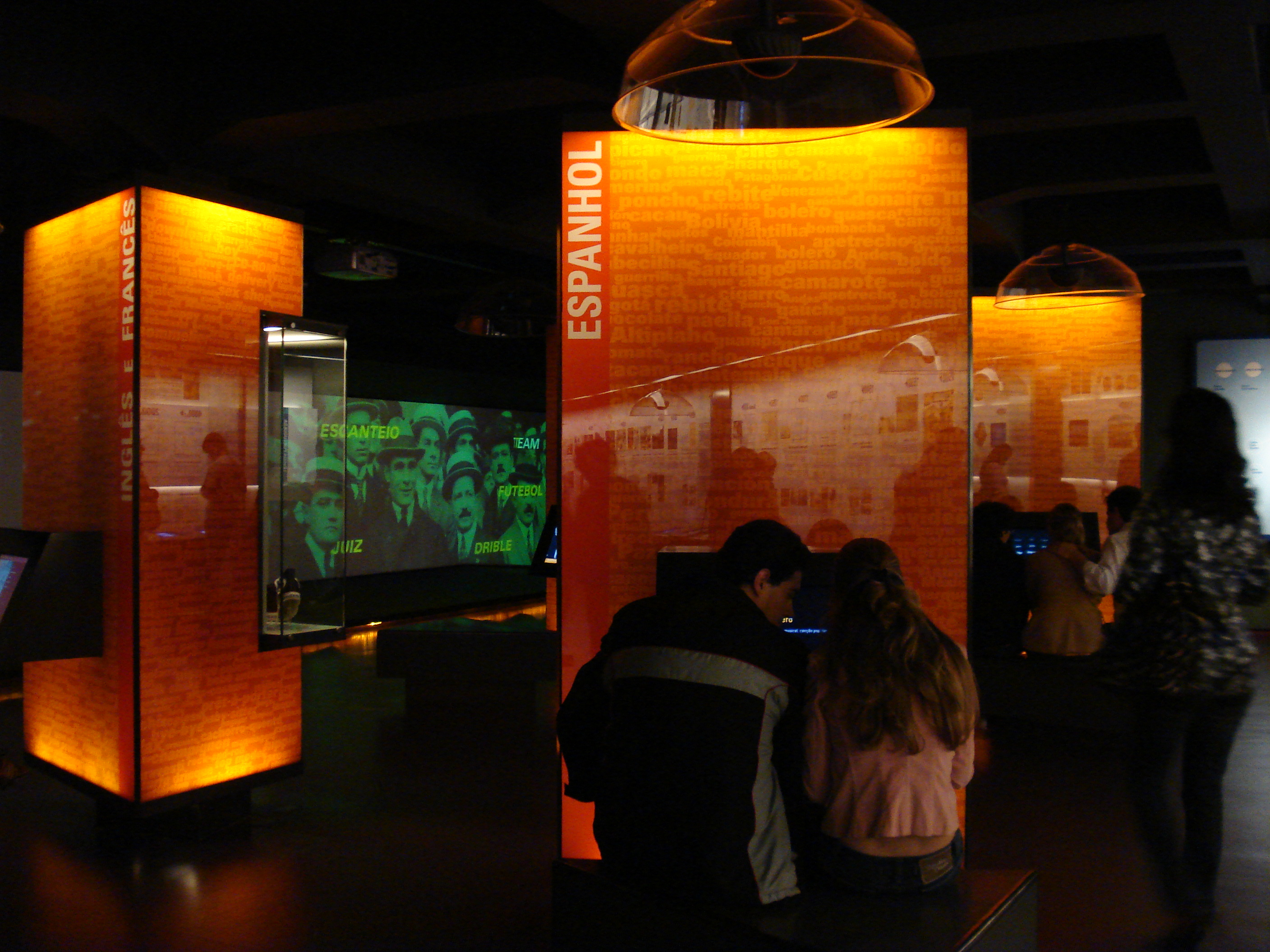
상파울루에 위치한 포르투갈어 박물관.

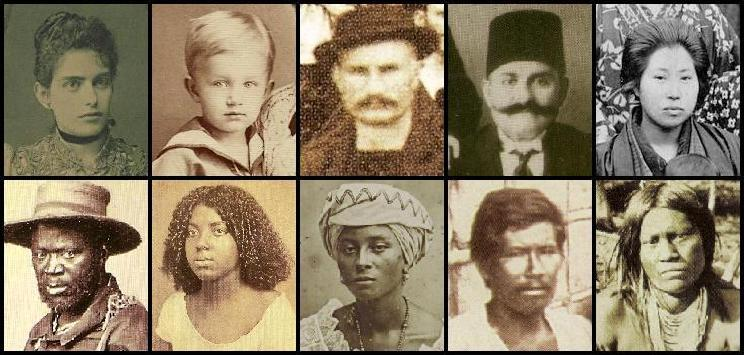
브라질 사람들은 여러 민족으로 구성되어 있다. 위쪽 줄: 각각 포르투갈, 독일, 이탈리아, 아랍, 일본 출신. 아래쪽 줄: 아프리카, 파르두 (각각 카푸주, 물라투 및 카보클루) 및 원주민 (아메리카 원주민) 브라질인.

브라질의 공용어는 포르투갈어다. 인구의 약 99%가 사용하며, 이는 국가 정체성의 가장 강력한 요소 중 하나이다. 포르투갈어를 사용하지 않는 아메리카 원주민 집단과 소수의 이민자 집단만 있을 뿐이다.
마찬가지로 미국 영어 및 캐나다 프랑스어와 마찬가지로 브라질 포르투갈어는 19세기 이전에 유럽 포르투갈어가 가졌던 여러 특징을 유지하며 식민지 수도의 언어보다 음성적으로 보수적이거나 고풍스럽다.
미국 영어와 유사하게 브라질 지역 변형과 유럽 변형은 주로 지명과 동식물군으로 제한되는 소수의 아메리카 원주민 및 아프리카 기원 단어를 포함한다.
소수 언어는 전국적으로 사용된다. 180개의 아메리카 원주민 언어는 외딴 지역에서 사용되며, 이민자와 그 후손들이 여러 다른 언어를 사용한다. 브라질 남부에는 상당수의 독일어 (주로 고지 독일어 방언인 훈스뤽어) 및 이탈리아어 (주로 베네토어 기원의 탈리안어 방언) 사용 공동체가 있으며, 둘 다 포르투갈어의 영향을 받는다. 또한 슬라브 공동체인 우크라이나와 폴란드도 이러한 소수 언어에 포함된다.
브라질 수화 (포르투갈어를 수화로 표현한 것이 아니라 프랑스 수화에서 유래했을 가능성이 높다)는 LIBRAS 약자로 알려져 있으며 법적으로 공식적으로 인정되지만, 전국적으로 사용하기만 하면 접근성이 매우 제한된다.

## 종교
인구의 약 2/3는 로마가톨릭주의자이다. 가톨릭은 식민지 시대에 원주민 개종을 임무로 1549년에 도착한 포르투갈 예수회에 의해 주로 도입되고 확산되었다. 예수회는 18세기 폼발 후작에 의해 브라질에서 추방될 때까지 브라질 종교 정체성 형성에 큰 역할을 했다.
최근 수십 년 동안 브라질 사회는 개신교의 부상을 목격했다. 1940년부터 2010년까지 로마 가톨릭교도의 비율은 95%에서 64.6%로 감소한 반면, 다양한 개신교 교단은 2.6%에서 22.2%로 증가했다.
요루바 전통에서 파생된 오리샤 신을 모시는 아프리카계 브라질 종교인 칸돔블레는 특히 사우바도르와 전반적으로 바이아주에서 중요하다.
| \| 브라질의 종교 (2010년 인구 조사)[31] \| 브라질의 종교 (2010년 인구 조사)[31] \| 브라질의 종교 (2010년 인구 조사)[31] \| 브라질의 종교 (2010년 인구 조사)[31] \| 브라질의 종교 (2010년 인구 조사)[31] \| \| ------------------------------------ \| ------------------------------------ \| ------------------------------------ \| ------------------------------------ \| ------------------------------------ \| \| 종교 \| \| \| 비율 \| \| \| 로마가톨릭주의 \| 로마가톨릭주의 \| \| 64.6% \| 64.6% \| \| 개신교 \| 개신교 \| \| 22.2% \| 22.2% \| \| 무종교 \| 무종교 \| \| 8.0% \| 8.0% \| \| 정신주의 \| 정신주의 \| \| 2.0% \| 2.0% \| \| 기타 \| 기타 \| \| 3.2% \| 3.2% \| |                |  |       |       |
| 브라질의 종교 (2010년 인구 조사) |                |  |       |       |
| 종교 |                |  | 비율  |       |
| 로마가톨릭주의 | 로마가톨릭주의 |  | 64.6% | 64.6% |
| 개신교 | 개신교         |  | 22.2% | 22.2% |
| 무종교 | 무종교         |  | 8.0%  | 8.0%  |
| 정신주의 | 정신주의       |  | 2.0%  | 2.0%  |
| 기타 | 기타           |  | 3.2%  | 3.2%  |

## 카니발

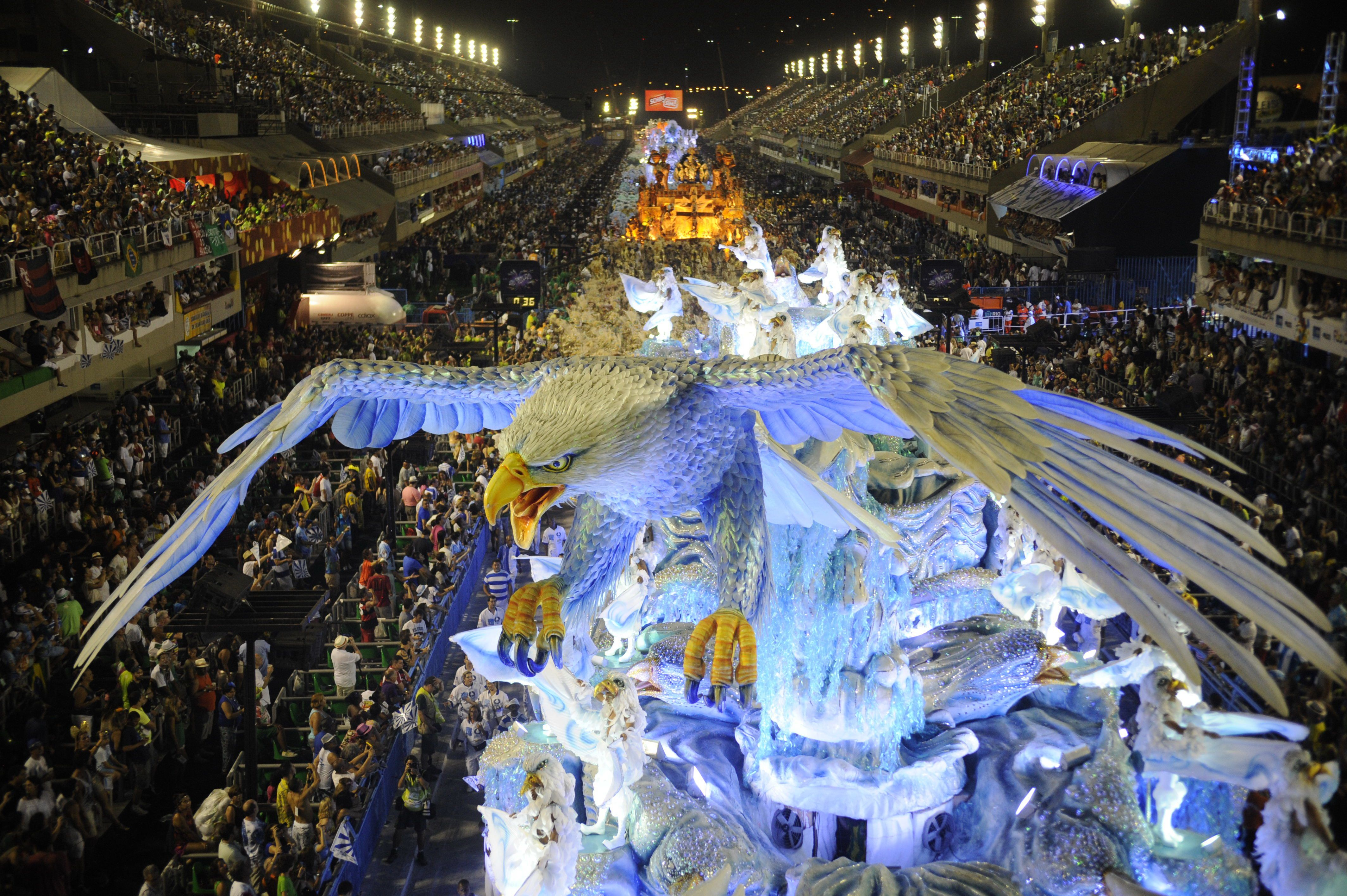
세계적으로 유명한 리우 카니발.

브라질 카니발은 부활절 46일 전에 열리는 연례 축제이다. 카니발 축제는 이교도 축제인 사투르날리아에 뿌리를 두고 있으며, 이는 기독교에 맞춰 회개와 그리스도의 죽음과 부활을 준비하는 종교적 훈육의 시기에 나쁜 것들에 대한 작별 인사로 바뀌었다고 여겨진다.
카니발은 브라질에서 가장 유명한 명절이며 거대한 규모의 행사가 되었다. 거의 일주일 동안 밤낮으로 축제가 강렬하게 펼쳐지며, 주로 해안 도시에서 열린다.
브라질 카니발의 대표적인 음악 장르는 다음과 같다: 삼바-엥헤두 및 마르싱냐 (리우데자네이루 및 남동부), 프레부, 마라카투 및 악세 (페르남부쿠주, 바이아주 및 북동부).

## 요리 (음식)

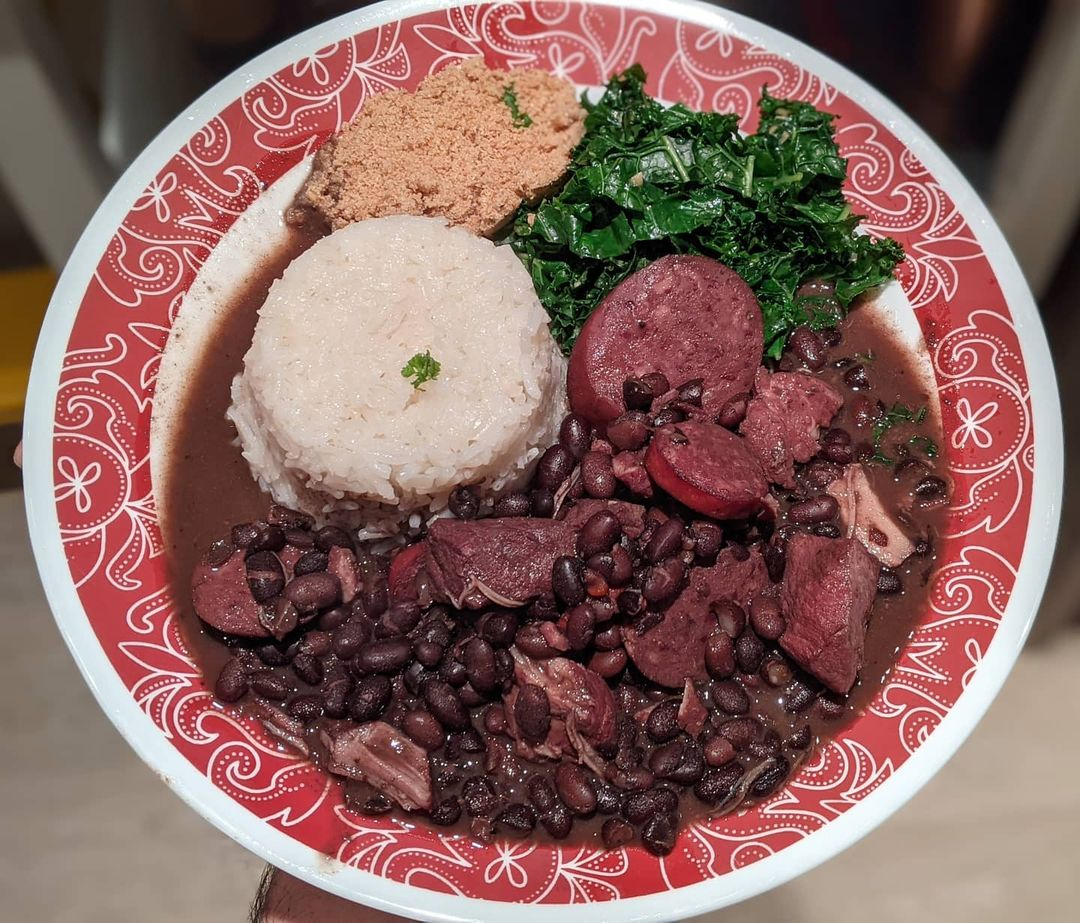
브라질의 대표 음식인 페이조아다는 검정거북콩을 돼지고기 및 기타 고기와 함께 끓여 만든다.

브라질 요리는 지역에 따라 크게 다르다. 이러한 다양성은 브라질의 역사와 원주민 및 이민자 문화의 혼합을 반영한다. 이는 지역적 차이를 보존하는 국가적 요리 스타일을 만들어냈다. 제국 시대부터 고대 로마에서 유래한 포르투갈 스튜인 페이조아다는 브라질의 대표 음식이 되었다. 루이스 다 카마라 카스쿠두는 브라질 각 지역에서 수정되고 적응되면서 더 이상 단순한 요리가 아니라 완벽한 음식이 되었다고 썼다.

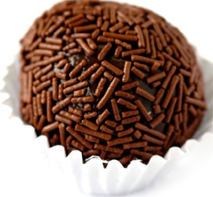
브리가데이루는 브라질 생일 파티에서 매우 인기 있는 사탕이다.

브라질에는 연유, 버터, 코코아 가루로 만든 브리가데이루와 주변에 초콜릿 가루를 뿌릴 수 있는 베이지뉴 등 다양한 사탕이 있다. 다른 스낵으로는 코시냐, 슈하스쿠, 스피하, 엠파나다, 아라우카리아 너트 (페스타 주니나) 등이 있다. 팡 지 케이주는 미나스제라이스주의 대표 음식이다. 북부 지역의 대표 음식으로는 파투 노 투쿠피, 타카카, 카루루, 바타파, 마니소바 등이 있다. 북동부는 모케카 (해산물과 팜유 스튜), 아카라제 (흰색 콩, 양파로 만들고 팜유(덴데)에 튀겨서 말린 새우와 붉은 고추로 채운 튀김), 카루루, 키베베로 유명하다. 남동부에서는 Bife a cavalo, Bife à parmegiana, 비라도, 미나스 치즈, 피자, 투투, 마카로니, 라사냐, 대구 패스트리를 먹는 것이 일반적이다. 슈하스쿠는 히우그란지두술주의 대표 음식이며, 남부 지역에서는 폴렌타, 카헤테이루 쌀, 시마랑, 쿠카, 살라미, 사구, 와인 및 포도 주스를 먹는 것이 일반적이다. 카샤사는 브라질의 토종 증류주로, 사탕수수에서 증류하며, 브라질 국가 음료인 카이피리냐의 주요 재료이다. 브라질은 녹색 커피(카페) 생산에서 세계 선두를 달린다. 2018년에 전 세계에서 소비된 커피의 28%가 브라질에서 나왔다. 브라질의 비옥한 토양 덕분에 브라질은 노예 제도 시대부터 주요 커피 생산국이었고, 이는 강력한 국가적 커피 문화를 만들어냈다. 이는 프랭크 시나트라가 부르고 밥 힐리어드가 작사한 노블티 송 "The Coffee Song"에서 풍자되었으며, 커피 산업, 그리고 브라질 경제와 문화에 대한 분석으로 해석된다.

## 문학

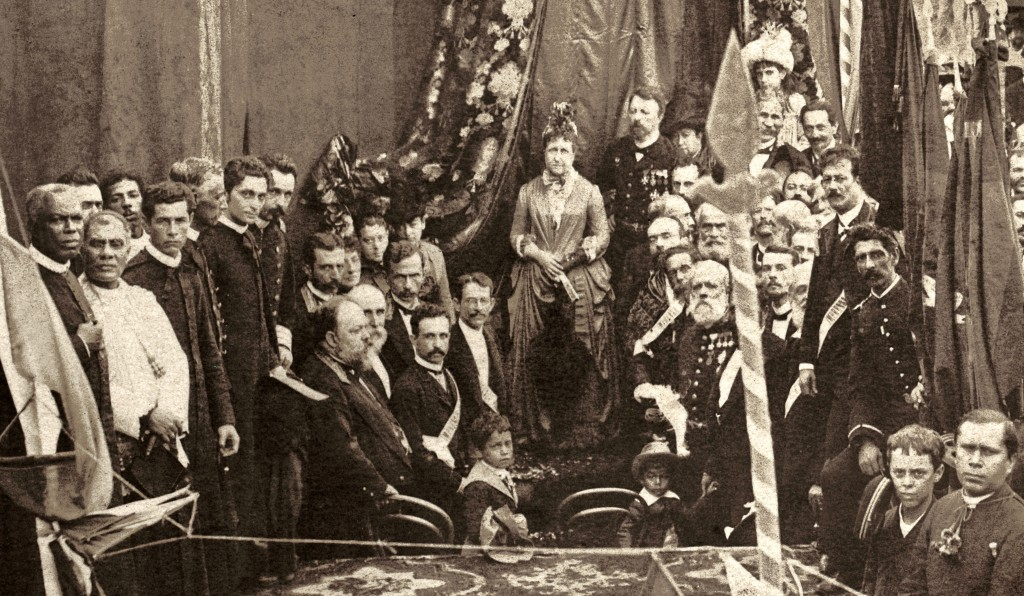
마샤두 지 아시스, 거의 모든 문학 장르에 걸쳐 작품을 남긴 시인이자 소설가이며, 브라질의 가장 위대한 작가로 널리 존경받는다.

브라질 문학은 16세기로 거슬러 올라가며, 브라질에 도착한 최초의 포르투갈 탐험가인 페루 바즈 지 카미냐의 저술에서 시작된다. 이 저술들은 유럽인들을 경탄시킨 동물상, 식물상 및 원주민에 대한 묘사로 가득하다. 브라질이 포르투갈의 식민지가 되었을 때, "예수회 문학"이 있었는데, 이 문학의 주요 인물은 포르투갈어의 가장 유명한 바로크 작가 중 한 명이 된 포르투갈 예수회 신부 안토니오 비에이라였다. 이 시대부터 몇 가지 더 명확하게 문학적인 예시가 남아 있다: 조제 바실리우 다 가마의 포르투갈의 선교 정복을 기념하는 서사시와 풍자, 종교, 세속시를 상당수 창작한 그레고리우 지 마투스 게하의 작품. 신고전주의는 18세기 중반 브라질에서 이탈리아 스타일을 따라 널리 퍼졌다.
길 한가운데 바위가 하나 있었다

길 한가운데 바위가 하나 있었다

바위가 하나 있었다

길 한가운데, 바위가 하나 있었다
브라질은 낭만주의에서 중요한 작품들을 생산했다. 조아킴 마누엘 지 마세두와 조제 지 알렌카르와 같은 소설가들은 사랑과 고통에 대한 소설을 썼다. 알렌카르는 긴 경력 동안 오 구아라니, 이라세마, 우비라자라와 같은 원주민주의 소설에서 원주민을 영웅으로 다루었다. 프랑스의 말 뒤 세클도 아우바레스 지 아제베두와 같은 이들에 의해 브라질에 도입되었는데, 그의 리라 두스 빈테 아누스(Lira dos Vinte Anos)와 노이치 나 타베르나(Noite na Taverna)는 울트라로만티시스모의 국가적 상징이다. 국가 시인 중 한 명으로 여겨지는 곤살베스 지아스는 유명한 망향가(1843)에서 브라질 국민과 브라질 땅을 노래했는데, 이는 모든 브라질 초등학생에게 알려져 있다. 또한 이 시기부터 시작되었지만, 그의 작품은 사실주의에서 나타난 마샤두 지 아시스는 그의 작품에는 헬레나, 브라스 쿠바스 사후 회상록, 오 알리에니스타, 돔 카스무호가 포함되며, 브라질 문학의 가장 중요한 작가로 널리 평가받는다. 아시스는 세계적으로도 높이 평가받고 있다.
내 땅에는 야자나무가 있고,
그곳에서 지빠귀가 노래한다;
여기서 노래하는 새들은,
그곳에서처럼 노래하지 않는다.

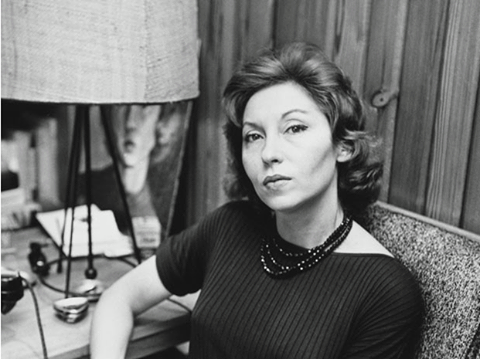
내성적이고 심리적인 탐구를 통해 글을 쓴 클라리시 리스펙토르는 그녀의 크로니카로 잘 알려져 있다.

프레-모더니즘(본질적으로 브라질 문학 운동)의 몬테이루 로바투는 주로 어린이를 위해 글을 썼으며, 그리스 신화와 교훈주의를 브라질 민속과 자주 결합시켰는데, 사시 페레레에 대한 그의 단편 소설에서 볼 수 있다. 리마 바레토와 시모이스 로페스 네투와 올라부 빌라크와 같은 일부 작가들은 이미 뚜렷이 현대적인 특징을 보여주며; 아우구스투 두스 안주스, 그의 작품은 상징주의, 파르나스주의 및 심지어 전-모더니즘적 요소를 결합하며 "마비된 언어"를 가지고 있다. 모더니즘의 마리우 지 안드라지와 오스바우두 지 안드라지는 민족주의적 경향을 유럽 모더니즘에 대한 관심과 결합하여 1922년 현대 미술 주간을 창조했다. 주앙 카브라우 지 멜루 네투와 카를루스 드루몬드 지 안드라지는 브라질의 가장 위대한 시인으로 꼽힌다. 첫 번째는 포스트모더니스트로, 미학에 관심을 갖고 감정적이지 않은 간결하고 타원형이며 간소한 시를 창조했으며, 드러몬드는 "반-시"의 지지자로, 언어가 시와 함께 탄생하는 곳이다.

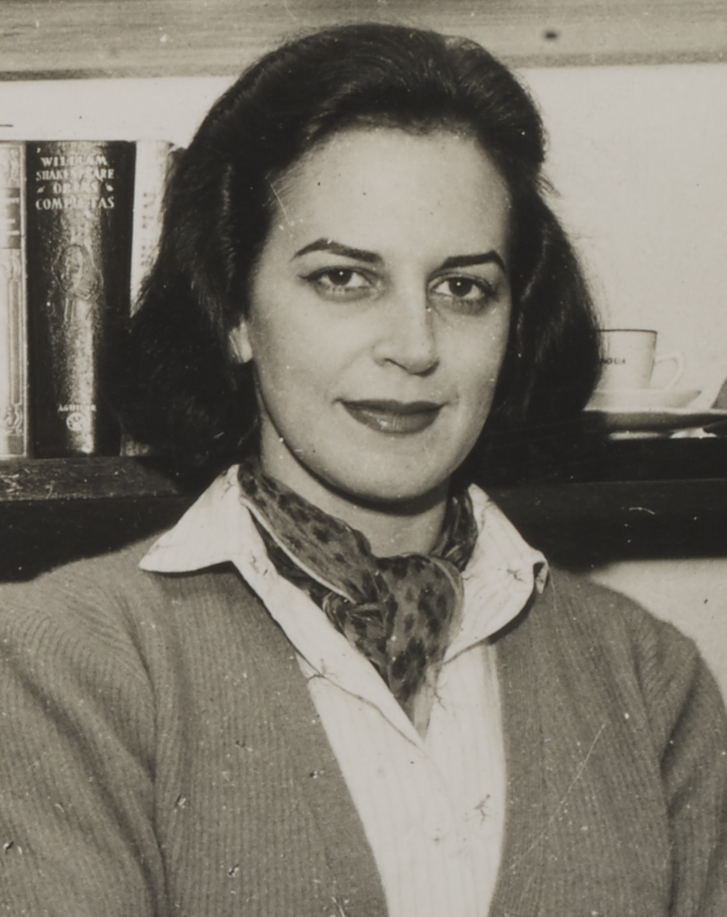
리지아 파군지스 텔리스는 브라질 여성 최초로 노벨상 문학상 후보에 올랐다.

포스트모더니즘에서 주앙 기마랑이스 로자는 브라질 세르탕에 대한 소설 그랑지 세르탕: 베레다스를 매우 독창적인 스타일과 거의 자신만의 문법으로 썼고, 반면 클라리시 리스펙토르는 인물의 내성적이고 심리적인 탐구를 통해 글을 썼다. "오 포에티냐"라는 별명을 가진 비니시우스 지 모라이스는 시인, 수필가, 작사가로 특히 톰 조빙과 자주 협력했다. 오늘날 넬슨 로드리게스, 후벵 폰세카 및 세르지우 산트아나, 넬리다 피뇽 및 아카데미아 브라질레이라 데 레트라스 회원인 리지아 파군지스 텔리스는 현대 문제를 때로는 에로틱하거나 정치적인 어조로 다루는 중요한 작가들이다. 페헤이라 굴라르 및 마노엘 지 바후스는 매우 존경받는 두 시인이며 전자는 노벨상 후보에도 올랐고, 파군지스 텔리스는 브라질 여성 최초로 노벨상 후보에 올랐다.

## 시각 예술

### 회화 및 조각

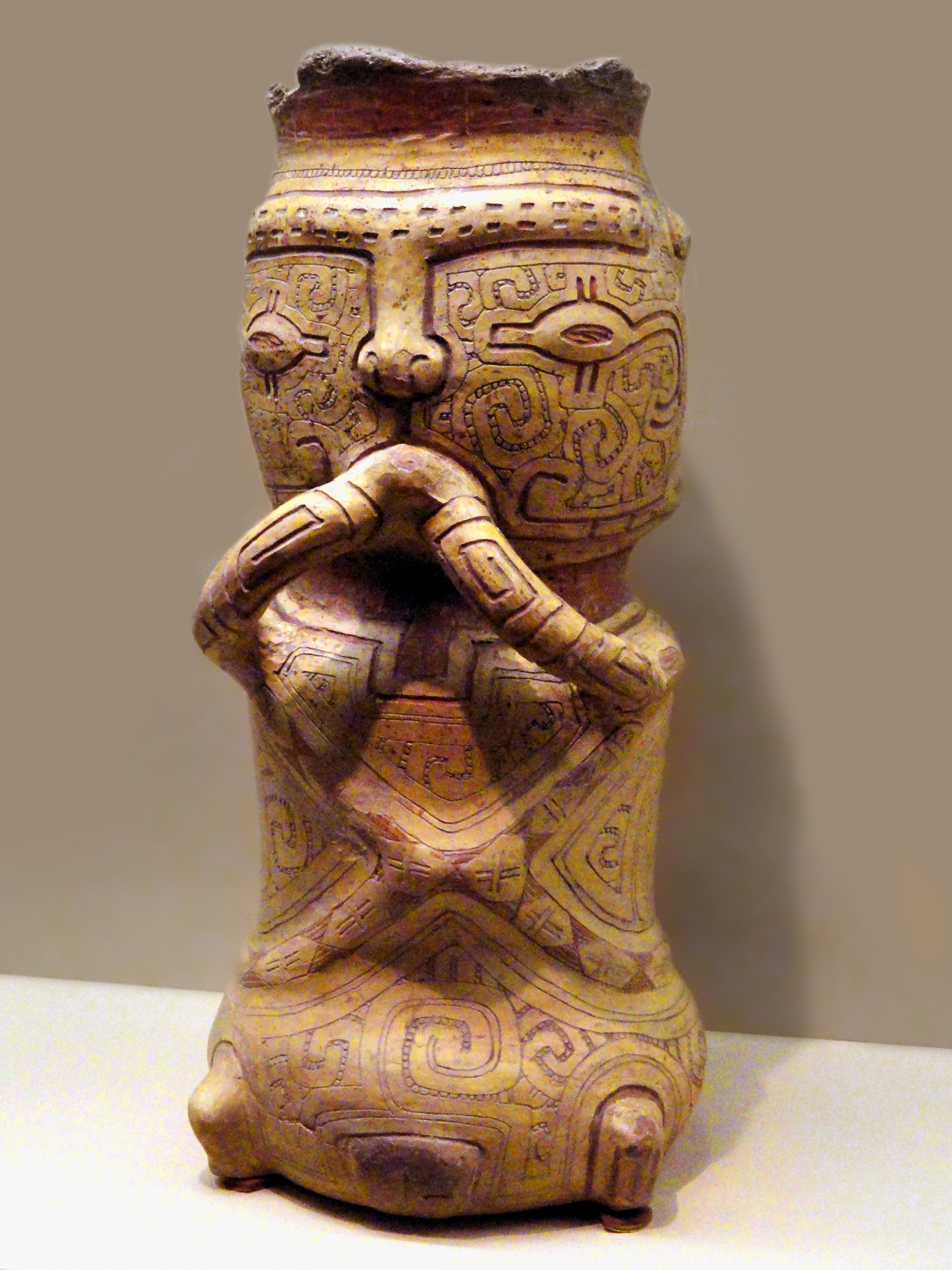
약 1000-1250년 마라조아라 문화의 장례 항아리

브라질 예술의 가장 오래된 알려진 예는 피아우이주에 있는 세라 다 카피바라 국립공원의 동굴 벽화로, 기원전 13,000년경으로 거슬러 올라간다. 미나스제라이스주와 고이아스주에서는 기하학적 패턴과 동물 형태를 보여주는 더 최근의 예가 발견되었다. 브라질에서 발견된 가장 정교한 종류의 콜럼버스 이전 시대 유물 중 하나는 마라조섬과 산타렝 지역 주변에서 번성했던 문화의 정교한 마라조아라 도자기(기원후 800–1400년경)이며, 작은 조각된 돌 부적 무이라키탕과 같은 소형 조각상과 숭배 물체도 이러한 문화에 속한다. 많은 예수회 회원들은 19세기 초까지 브라질의 지배적인 양식이었던 바로크의 영향 아래 브라질에서 활동했다. 브라질의 바로크는 바이아주, 페르남부쿠주, 미나스제라이스주에서 번성하여 마누엘 다 코스타 아타이드와 특히 조각가-건축가 알레이자지뉴와 같은 중요한 예술가들을 배출했다.

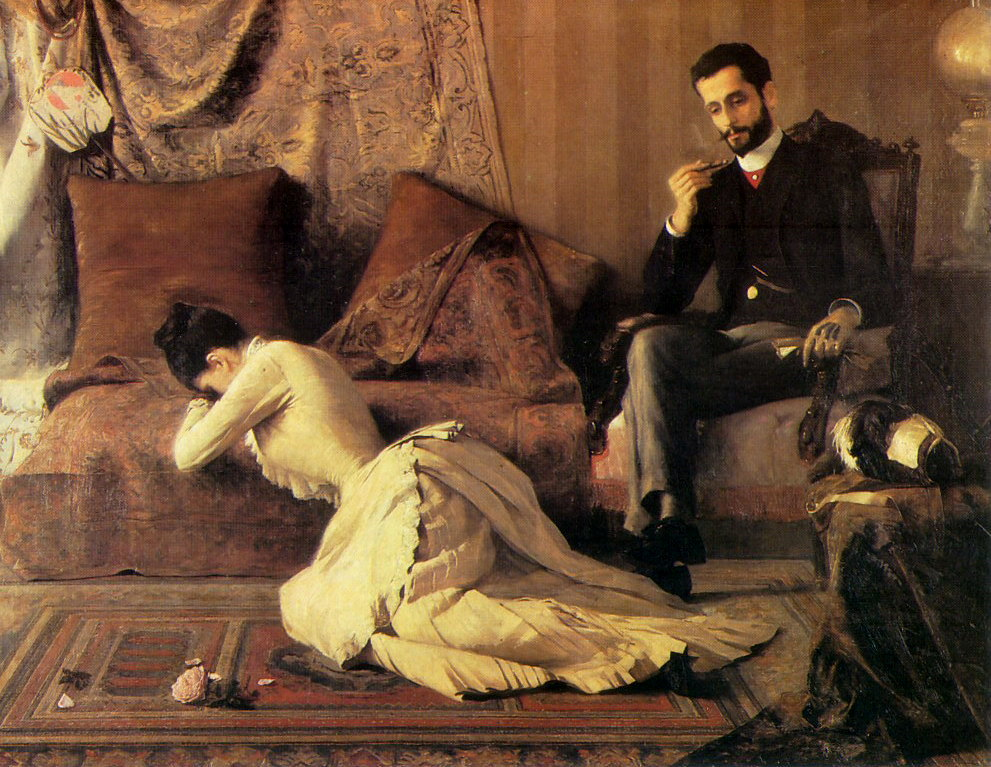
벨미루 지 아우메이다의 아르푸스(말다툼), 1887년, 브라질 사실주의의 상징.

1816년, 브라질 프랑스 예술 선교단은 제국 미술 아카데미를 설립하고 새로운 예술 교육 개념을 도입했으며, 이는 브라질 회화, 조각, 건축, 그래픽 아트 및 공예 혁신의 기반이 되었다. 몇 십 년 후, 근대화라는 야심찬 국가 프로젝트에 참여했던 동 페드루 2세 황제의 개인적인 후원 아래, 아카데미는 그 황금기를 맞이했으며, 낭만주의 화가들의 첫 세대의 등장을 촉진하여 빅토르 메이렐리스와 페드루 아메리쿠와 같은 예술가들이 다른 이들 중에서 국가 정체성의 영원한 시각적 상징을 만들어냈다. 브라질의 낭만주의 회화는 유럽 버전에서 흔히 볼 수 있는 압도적인 드라마틱함, 판타지, 폭력, 죽음과 기괴함에 대한 관심을 보이지 않았고, 학문적이고 궁정적인 성격 때문에 모든 과도함이 피되었다는 점은 언급되어야 한다.

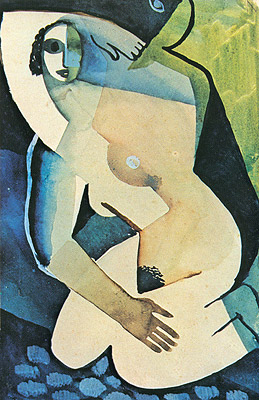
이스마엘 네리, 웅크린 나체 여성, 연도 미상 모더니즘 작품.

20세기 초에는 구학파와 모더니즘 경향 사이의 투쟁이 있었다. 중요한 현대 예술가인 아니타 말파티와 타르실라 두 아마랄은 모두 브라질 현대 미술의 초기 선구자였으며, "유럽과 미국의 현대성을 '삼켜' 진정한 브라질 현대성으로 '소화'하는 것"이 목표였던 식인 운동의 더 잘 알려진 인물들 중 하나이다. 둘 다 1922년 상파울루에서 열린 현대 미술 주간 축제에 참여했으며, 이는 도시의 예술 및 문화 환경을 쇄신했으며 또한 에밀리아노 지 카발칸치, 비센치 두 헤구 몬테이루 및 빅토르 브레셰레트와 같은 예술가들을 선보였다. 브라질 민속을 기반으로, 많은 예술가들이 유럽 표현주의, 입체주의 및 초현실주의의 제안과 혼합하는 데 전념했다. 초현실주의에서 이스마엘 네리가 등장하며, 그의 그림은 상상적인 시나리오에 나타나고 어떤 인식 가능한 참조도 꺼리는 형이상학적 주제에 관심을 가졌다. 다음 세대에서는 현대 미술 주간의 모더니즘 아이디어는 엄격한 학문적 의제의 자유를 누릴 수 있는 온건한 모더니즘에 영향을 미쳤으며, 더 많은 관습적 방법의 특징을 가졌는데, 이는 20세기 중반 정부의 공식 예술가였던 예술가 칸디도 포르티나리에 의해 가장 잘 예시된다.
최근 몇 년 동안 오스카 아라리페, 베아트리스 밀라제스, 로메로 브리토와 같은 이름들이 호평을 받고 있다.

### 건축

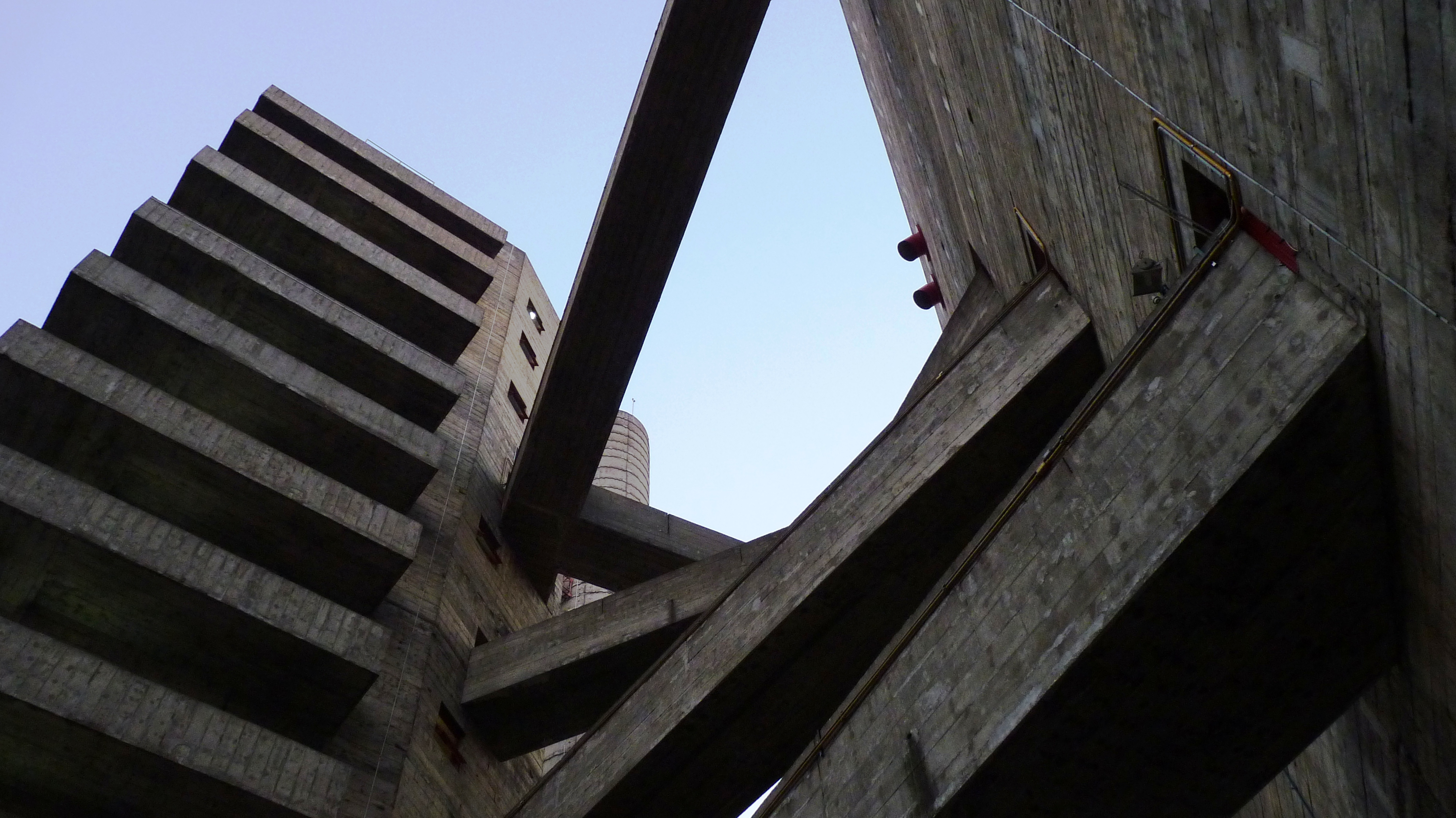
리나 보 바르디의 폼페이아 세스카 (1977).

식민지 시대 브라질 건축은 포르투갈의 마누엘 양식에 크게 영향을 받았지만, 열대 기후에 맞게 조정되었다. 세계유산인 미나스제라이스주의 오루프레투 시는 알레이자지뉴와 같은 예술가들의 이 양식의 잘 보존된 많은 예시를 포함하고 있다.
이후 수 세기에 걸쳐 브라질 건축가들은 프랑스와 미국과 같은 다른 국가의 학파에서 점차 영향을 받았으며, 결국 세계적으로 알려진 자신만의 스타일을 개발했다. 오스카르 니에메예르와 같은 건축가들은 많은 호평을 받았으며, 브라질 수도 브라질리아는 현대 브라질 건축의 가장 주목할 만한 예이다. 니에메예르는 1988년에 프리츠커상을 받았고, 2006년에는 브라질 건축가 파울루 멘지스 다 호샤가 이 상을 받았다.
최근 수십 년 동안 브라질 조경도 특히 로베르투 부를레 마르크스의 인물에 집중하여 일부 주목을 받았다. 그의 주목할 만한 작품 중 일부는 리우데자네이루의 코파카바나 산책로와 상파울루의 이비라푸에라 공원이다.

### 사진
시시쿠 아우크밈은 20세기 초 미나스 제라이스 시골의 사진술 선구자였다. 힐데가르트 로젠탈은 상파울루의 선구적인 사진 기자였으며, 1940년대의 그녀의 사진은 널리 전시되고 출판되었다. 세바스티앙 살가두는 흑백 사진작가이며, 제네시스, 그리고 그의 삶에 대한 다큐멘터리인 제네시스: 세상의 소금으로 유명하다. 비크 무니스는 땅콩 버터와 젤리와 같은 틀에 박히지 않은 재료로 만든 그의 예술 작품을 사진으로 찍는다. 카시우 바스콘셀루스, 미겔 히우 브랑쿠, 클라우디아 안두자르는 각각 항공 사진, 사회 비판, 인류학과 관련된 사진 기자이다.

## 영화 및 연극

### 영화

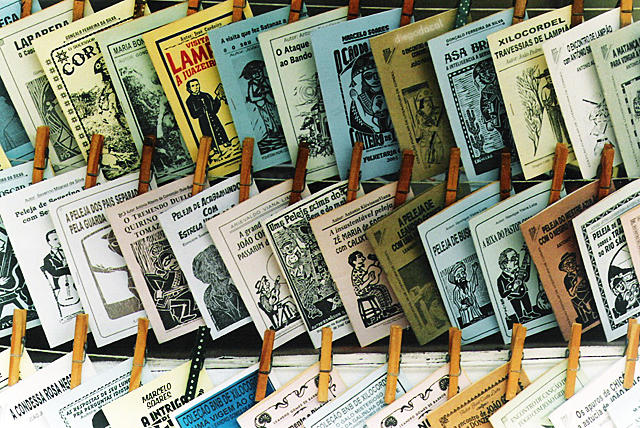
코르델 문학은 브라질 북동부에서 매우 인기 있는 문학 장르이다. 시인 카를루스 드루몬드 지 안드라지에 따르면, 이는 브라질 내륙 및 가장 겸손한 배경 출신 브라질인의 창의적인 정신, 유머 감각 및 비판적 능력의 가장 순수한 표현 중 하나이다.

영화는 브라질에서 오랜 전통을 가지고 있으며, 19세기 후반 매체가 탄생했을 때로 거슬러 올라가며, 최근 몇 년 동안 새로운 수준의 국제적인 인정을 받았다. 마리우 페이소투가 쓰고 감독한 리미치는 1931년에 처음 상영된 아방가르드 무성 영화였다. 비다스 세카스 및 데우스 이 우 지아부 나 테하 두 소우("검은 신, 하얀 악마")와 같은 영화로 구현된 시네마 노부는 1960년대와 1970년대에 사회 평등과 지식인주의를 강조한 영화 장르이자 운동이었다.
조제 파질랴의 다큐멘터리 영화 버스 174(2002)는 버스 납치 사건을 다룬 영화로, 로튼 토마토에서 가장 높은 평가를 받은 외국 영화이다. 안셀무 두아르테가 감독한 산타 바바라의 맹세(1962)는 1962년 칸 영화제에서 황금종려상을 수상했으며, 현재까지 이 상을 수상한 유일한 브라질 영화이다.

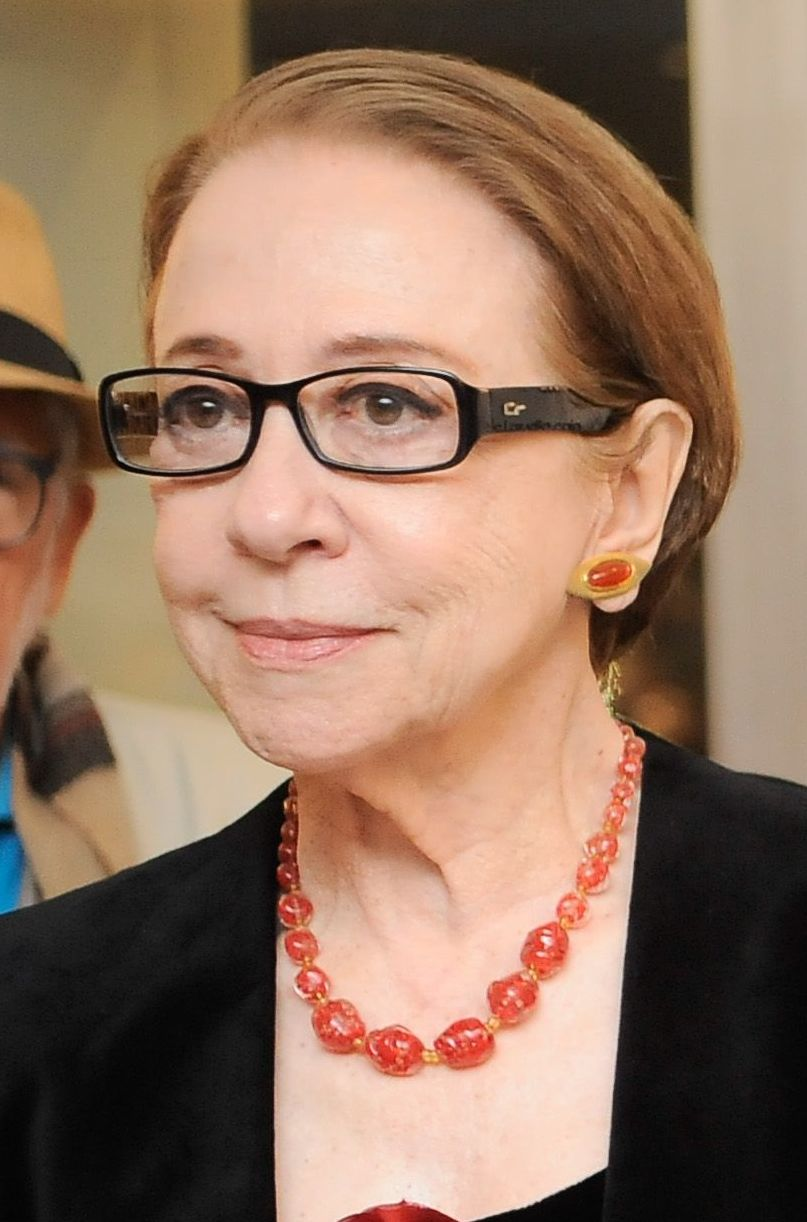
페르난다 몬테네그루, 브라질 배우 중 최초이자 현재까지 유일하게 아카데미 여우주연상 후보에 오른 배우.

페르난두 메이렐리스의 시티 오브 갓(2002)은 IMDb 톱 250 목록에서 가장 높은 평가를 받은 브라질 영화이며, 2005년 타임지에 의해 역대 최고의 영화 100편 중 하나로 선정되었다. 브라질 영화에서 가장 높은 수익을 올린 영화는 1,200만 명의 관객을 동원한 브루노 바레투가 감독하고 조르지 아마두의 도나 플로르와 그녀의 두 남편 소설을 원작으로 한 도나 플로르와 그녀의 두 남편(1976)이다. 호평받는 브라질 영화감독으로는 글라우베르 호샤, 페르난두 메이렐리스, 조제 파질랴, 안셀무 두아르테, 에두아르두 코치뉴, 알베르투 카발칸티, 바우테르 살리스 등이 있다. 바우테르 살리스는 페르난다 몬테네그루가 주연한 중앙역(1998)을 감독했는데, 그녀의 연기는 국제적인 비평가들의 찬사와 아카데미 여우주연상 후보 지명을 받았다 (주연 여배우 부문에 후보로 오른 최초이자 현재까지 유일한 브라질 배우가 되었다).

### 연극
연극은 식민지 시대에 예수회 회원들에 의해 도입되었는데, 특히 요셉 신부에 의해 도입되었지만, 1808년 브라질로의 포르투갈 궁정 이전까지는 많은 관심을 끌지 못했다. 18세기에 연극은 마르틴스 페나와 곤살베스 지아스와 같은 이름으로 번성하는 문학 전통과 함께 발전했다. 페나는 희극을 도입했는데, 이는 다음 수십 년 동안 브라질 연극의 뚜렷한 특징이 될 것이다.

상파울루의 상파울루 시립극장.

연극은 브라질 모더니즘의 시작을 알린 1922년 상파울루의 현대 미술 주간에 포함되지 않았지만, 1930년대에 쓰여진 오스바우두 지 안드라지의 오 레이 다 벨라는 1960년대 트로피칼리스모 운동의 선언문이 될 것이다.
비니시우스 지 모라이스의 올페우 다 콘세이상이 1956년에 초연되었는데, 안토니우 카를루스 조빙의 작곡과 압디아스 두 나시멘투의 테아트로 엑스페리멘탈 두 네그루에서 뽑힌 출연진으로 구성되었으며, 브라질 문화의 중요한 사건이었다. 1960년대에는 지안프란세스코 구아르니에리, 아우구스토 보알, 지아스 고메스, 오두발두 비아나 필류, 플리니우 마르코스와 같은 많은 극작가들이 군사 정권에 반대하는 수단으로 연극을 사용했다. 군사 정권의 종식과 1980년대 검열의 종식으로 연극은 다시 주제와 스타일에서 성장하게 되었다.
현대 작가로는 제럴드 토머스, 율리시스 크루즈, 아데르발 프레이레-필류, 에두아르두 톨렌치누 지 아라우주, 카카 호세트, 가브리엘 빌렐라, 마르시우 비아나, 모아시르 고이스 및 안토니우 아라우주가 있다.

## 음악

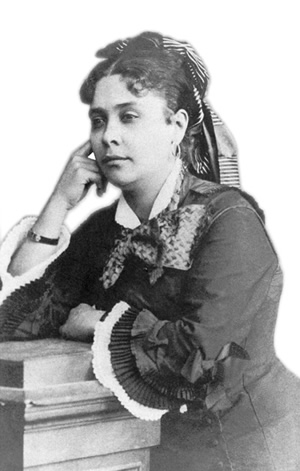
치키냐 곤자가는 작곡가, 지휘자, 그리고 쇼루와 마르싱냐 카르나발레스카의 선구자였다.

음악은 브라질 문화에서 가장 즉각적으로 알아볼 수 있는 요소 중 하나이다. 삼바, 파고지, 세르타네주, 브레가, 보사노바, MPB, 프레부, 포호, 마라카투 및 악세와 같이 브라질에서 다양한 장르와 스타일이 등장했다.

### 삼바
삼바는 브라질에서 가장 인기 있는 음악 장르 중 하나이며, 브라질의 국가적 음악 스타일로 널리 간주된다. 이는 식민지 시대에 노예들이 가져온 유럽 및 아프리카 음악의 혼합에서 발전했으며, 바이아주에서 기원했다. 20세기 초, 현대 삼바가 등장하여 리우데자네이루에서 노엘 로자, 카르톨라, 넬슨 카바키뉴와 같은 작곡가들에 의해 대중화되었다. 이 운동은 나중에 다른 지역, 특히 바이아와 상파울루로 퍼져 명성을 얻었다. 현대 예술가로는 마르치뉴 다 빌라, 제카 파고딩요, 파울리뉴 다 비올라 등이 있다.
삼바는 뚜렷한 악기 세트를 사용하며, 그 중 가장 주목할 만한 것은 높은 음의 삐걱거리는 소리를 내는 쿠이카, 기타 계열의 작은 악기인 카바키뉴, 손으로 치는 프레임 드럼인 판데일로이다. 다른 악기로는 수르두, 아고고, 쇼칼류, 탐보링이 있다.

### 쇼루
쇼루는 19세기 유럽 장르인 폴카와 스코티시를 바투케와 같은 아프리카 리듬의 영향을 이미 받은 브라질 예술가들이 재해석하면서 기원했다. 이는 기악 장르이며 삼바와 여러 특징을 공유한다. 쇼루는 20세기 초(1880-1920)에 인기를 얻었고 20세기 첫 수십 년 동안 브라질 최초의 레코드의 많은 장르였다. 그 시대의 주목할 만한 쇼루 음악가로는 치키냐 곤자가, 픽싱긴하, 조아킴 카야두가 있다. 쇼루의 인기는 삼바의 대중화 이후 꾸준히 줄었지만 최근 수십 년 동안 부활하여 많은 브라질인들에게 여전히 사랑받고 있다. 오늘날 알타미루 카릴류, 야만두 코스타, 파울루 벨리나치와 같은 여러 유명한 쇼루 예술가들이 있다.

### 보사노바 및 MPB

안토니우 카를루스 조빙

보사노바는 1950년대 후반에 시작된 브라질 음악 스타일이다. 삼바에 뿌리를 두고 있지만, 타악기는 적게 사용하고 대신 독특하고 타악적인 기타 패턴을 사용한다. 보사노바는 1958년 안토니우 카를루스 조빙과 비니시우스 지 모라이스가 작곡한 셰가 지 사우다지 노래로 브라질에서 대중적인 인기를 얻었다. 주앙 지우베르투와 함께 조빙과 모라이스는 이 장르의 원동력이 되었으며, 지우베르투와 그의 아내 아스트루드와 스탠 게츠가 겟츠/지우베르투 앨범에서 부른 "가로타 지 이파네마" 노래로 전 세계적으로 인기를 얻었다. 보사노바 장르는 브라질에서 여전히 인기가 있으며, 특히 상류층과 남동부에서 그렇다.

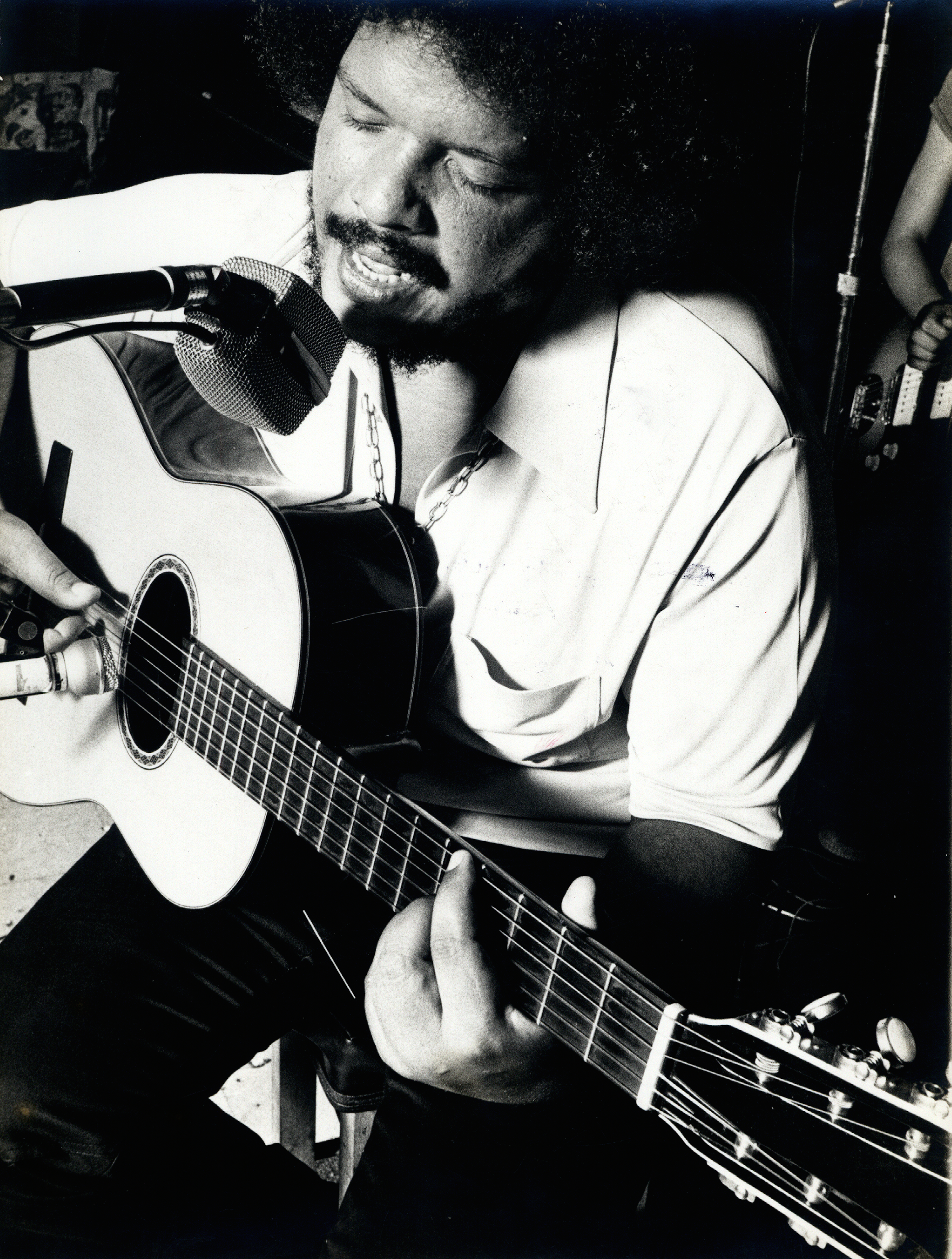
무지카 포풀라르 브라질레이라 (MPB)의 상징인 팀 마이아.

MPB (무지카 포풀라르 브라질레이라 또는 브라질 대중 음악의 약자)는 보사노바 붐 이후에 등장한 브라질 음악의 한 경향이었다. 이는 많은 변형을 보여주며 삼바에서 록 음악에 이르는 스타일의 요소를 포함한다.

### 트로피칼리스모
1960년대에 일부 바이아주 예술가들이 짧은 기간 동안 존재했지만 매우 영향력 있는 트로피칼리아 또는 트로피칼리스모 운동을 창립하여 국제적인 관심을 끌었다. 그 중에는 카에타누 벨로주, 지우베르투 지우, 가우 코스타, 톰 제, 조제 카를루스 카피남, 다른 이들 조르지 마우치네르, 나라 레앙 및 오스 무탄치스가 포함되었다. 이 운동은 음악에 뿌리를 두고 있었지만, 글라우베르 호샤와 함께 영화, 연극, 시, 정치에서도 표현되었다.

### 세르타네주

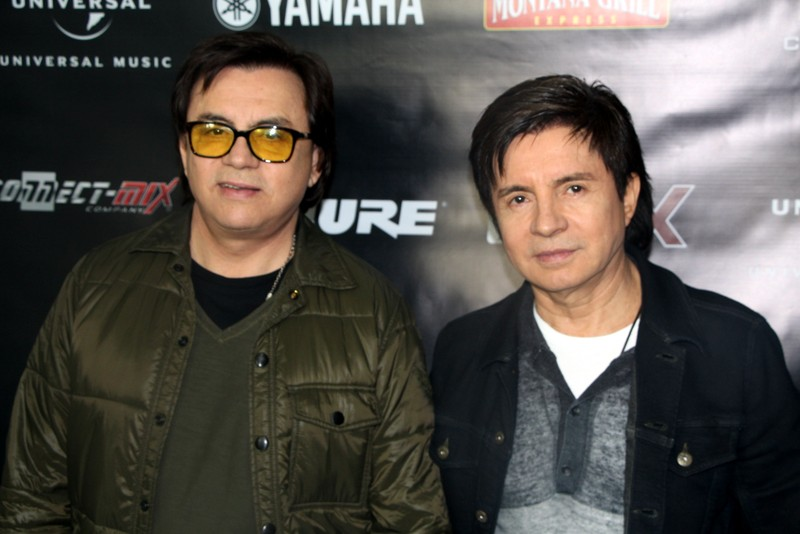
시탕지뉴 & 쇼로로

세르타네주는 1990년대 이후 브라질 주류 미디어에서 가장 인기 있는 장르이다. 이는 20세기 동안 무지카 카이피라에서 발전했으며, 브라질 시골에서 시작된 음악 스타일로 비올라 카이피라를 사용했지만, 오늘날 미국 컨트리 음악의 강한 영향을 받으면서도 포르투갈의 핌바 음악과 작곡 스타일을 포함한 여러 면에서 유사하다. 1980년대부터 브라질은 주류 미디어에서 세르타네주 장르의 강렬한 대중화와 음반 산업에 대한 증가된 관심을 보였다. 그 결과, 세르타네주는 오늘날 라디오 재생 측면에서 브라질에서 가장 인기 있는 음악 장르이다. 현대 세르타네주에서 흔히 사용되는 악기는 비올라를 종종 대체하는 통기타, 아코디언, 하모니카, 그리고 일렉 기타, 베이스 및 드럼이다. 전통적인 아티스트로는 시탕지뉴 & 쇼로로, 제제 지 카마르고 & 루시아노, 레오나르두, 다니엘 등이 있다. 미셰우 텔로, 루앙 산타나, 구스타보 리마와 같은 새로운 아티스트들도 최근 젊은 층에게 매우 인기가 많다.

### 포호 및 프레부

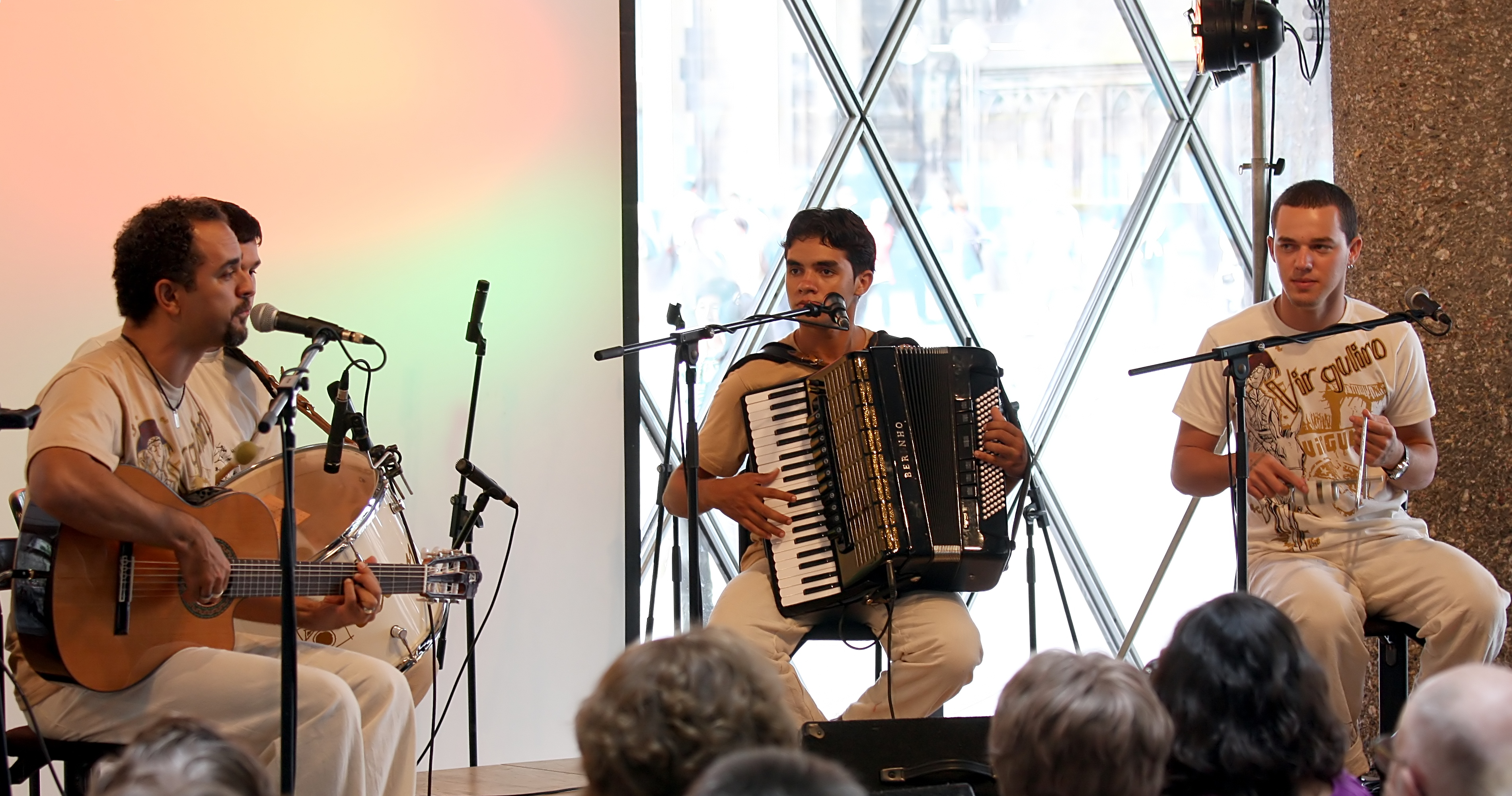
발지르 산투스가 포호를 연주한다

포호 및 프레부는 브라질 북동부에서 기원한 두 음악 및 춤 형태이다. 포호는 쇼루처럼 19세기와 20세기 초 사이에 스코티시와 같은 유럽 민속 장르에서 기원했다. 이는 특히 북동부 지역에서 매우 인기 있는 음악 스타일로 남아 있으며, 브라질 전역의 포호보도스 (파티 및 무도회)에서 춤춰진다.
프레부는 페르남부쿠주의 헤시피에서 카니발 기간 동안 기원했으며, 이 기간과 가장 자주 연관된다. 음악은 행렬과 군대 행진곡의 요소를 보여주지만, 프레부 춤("파수"로 알려짐)은 카포에이라의 영향을 크게 받았다. 프레부 퍼레이드는 페르남부쿠 카니발의 핵심 전통이다.

### 클래식 음악

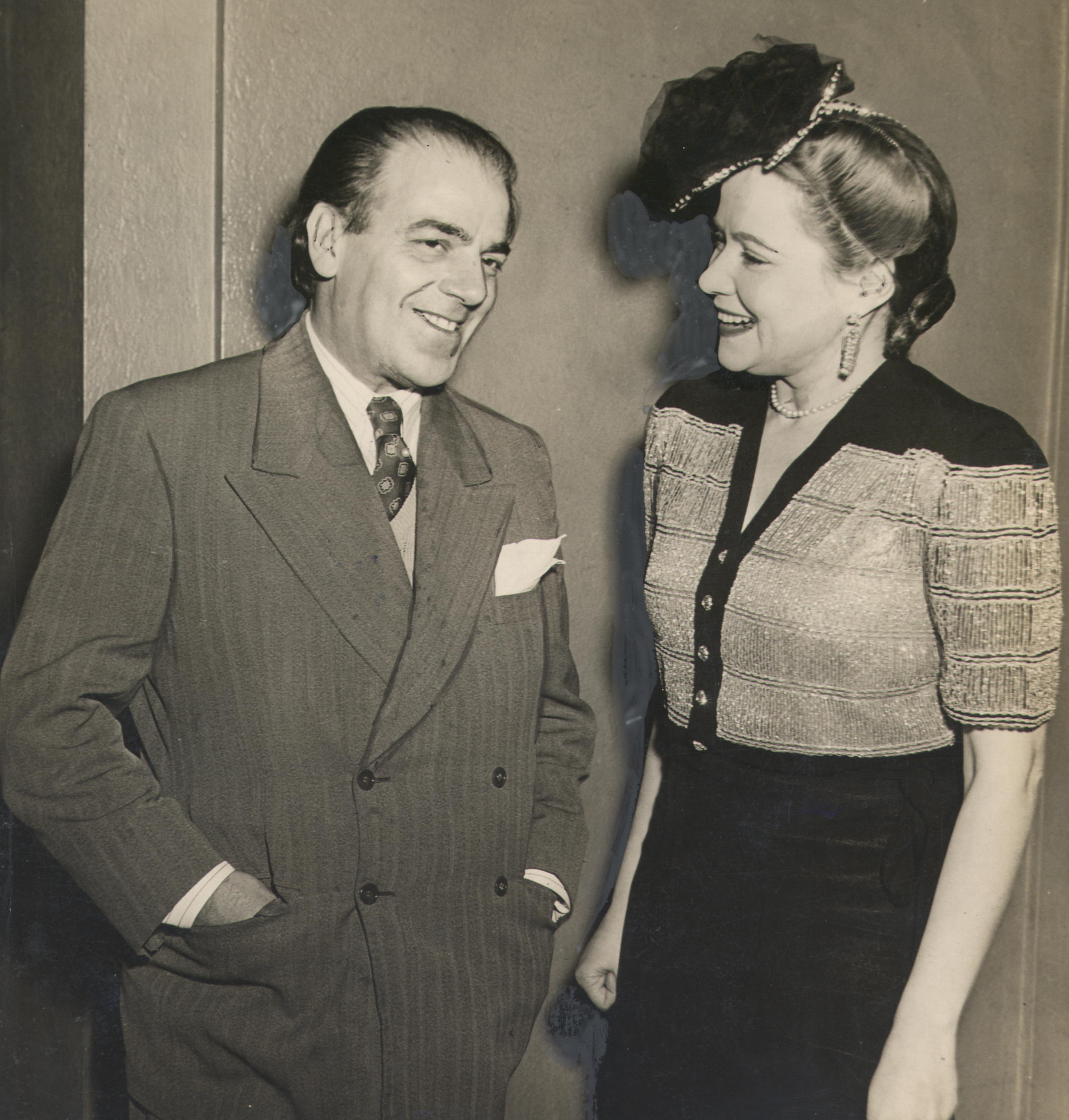
모더니즘 작곡가 에이토르 빌라로부스와 소프라노 비두 사야웅이 1945년에 함께 있다.

브라질 또한 18세기부터 클래식 음악의 전통을 가지고 있다. 완전하게 문서화된 작품을 가진 가장 오래된 작곡가는 조제 마우리시우 누네스 가르시아로, 모차르트와 하이든의 빈 클래식 스타일과 유사한 스타일로 많은 종교적 및 세속적 작품을 작곡한 가톨릭 신부였다. 19세기에 작곡가 안토니오 카를루스 고메스는 브라질 원주민 주제로 이탈리아어 리브레토로 여러 오페라를 작곡했으며, 그 중 일부는 밀라노에서 초연되었다. 두 작품은 오페라 일 구아라니와 로 스키아보 (노예)이다.
20세기 브라질에는 국제적으로 유명한 작곡가인 에이토르 빌라로부스, 카마르구 과르니에리, 세자르 게라-페이시, 클라우디우 산토루와 최근의 마를루스 노브레, 오스발두 라세르다와 같은 강력한 모더니즘 및 민족주의 운동이 있었다. 많은 유명 연주자들도 브라질 출신으로, 오페라 가수 비두 사야웅, 피아니스트 넬슨 프레이레, 그리고 전 피아니스트이자 현재 지휘자인 주앙 카를루스 마르틴스 등이 있다.
상파울루 시에는 세계에서 가장 뛰어난 콘서트 홀 중 하나인 상파울루 주립 심포니 오케스트라 (OSESP)의 본거지인 살라 상파울루가 있다. 또한 캄푸스두조르당 시에서는 매년 6월 전 세계의 많은 연주자와 가수들의 공연과 함께 클래식 겨울 축제가 열린다.

### 기타 장르
특히 최근 몇 년 동안 브라질에서 기원한 다른 많은 장르들이 있다. 가장 주목할 만한 것들은 다음과 같다:
- 헤시피에서 기원하고 후기의 시쿠 시엥시와 나사웅 좀비가 창립한 망기 비트 운동. 이 음악은 마라카투, 프레부, 펑크 록, 힙합의 요소를 융합한다.[122]
- 악세는 특히 바이아주에서 매우 인기 있는 장르이다. 이는 아프로-카리브 리듬의 융합이며 사우바도르 카니발과 강하게 연관된다.[123]
- 마라카투는 페르남부쿠주에서 기원한 또 다른 장르이다. 이는 여러 세대의 아프리카 노예들이 전수한 전통에서 발전했으며 대규모 타악기 그룹과 합창단을 특징으로 한다.[124]
- 브레가('촌스럽다'는 뜻)는 파라주의 정의하기 어려운 음악 스타일로, 일반적으로 카리브 리듬의 영향을 받고 단순한 라임, 편곡, 강한 감정적 호소를 포함하는 것으로 특징지어진다. 이는 음반 산업의 상당한 지원 없이 높은 인기를 얻어 전 세계적인 관심을 끈 테크노 브레가와 같은 하위 장르를 탄생시켰다.[125]
- 브라질 록
- 브라질 가우초 음악
- 브라질 스래시 메탈
- 브라질의 펑크 록
- 펑크

## 춤

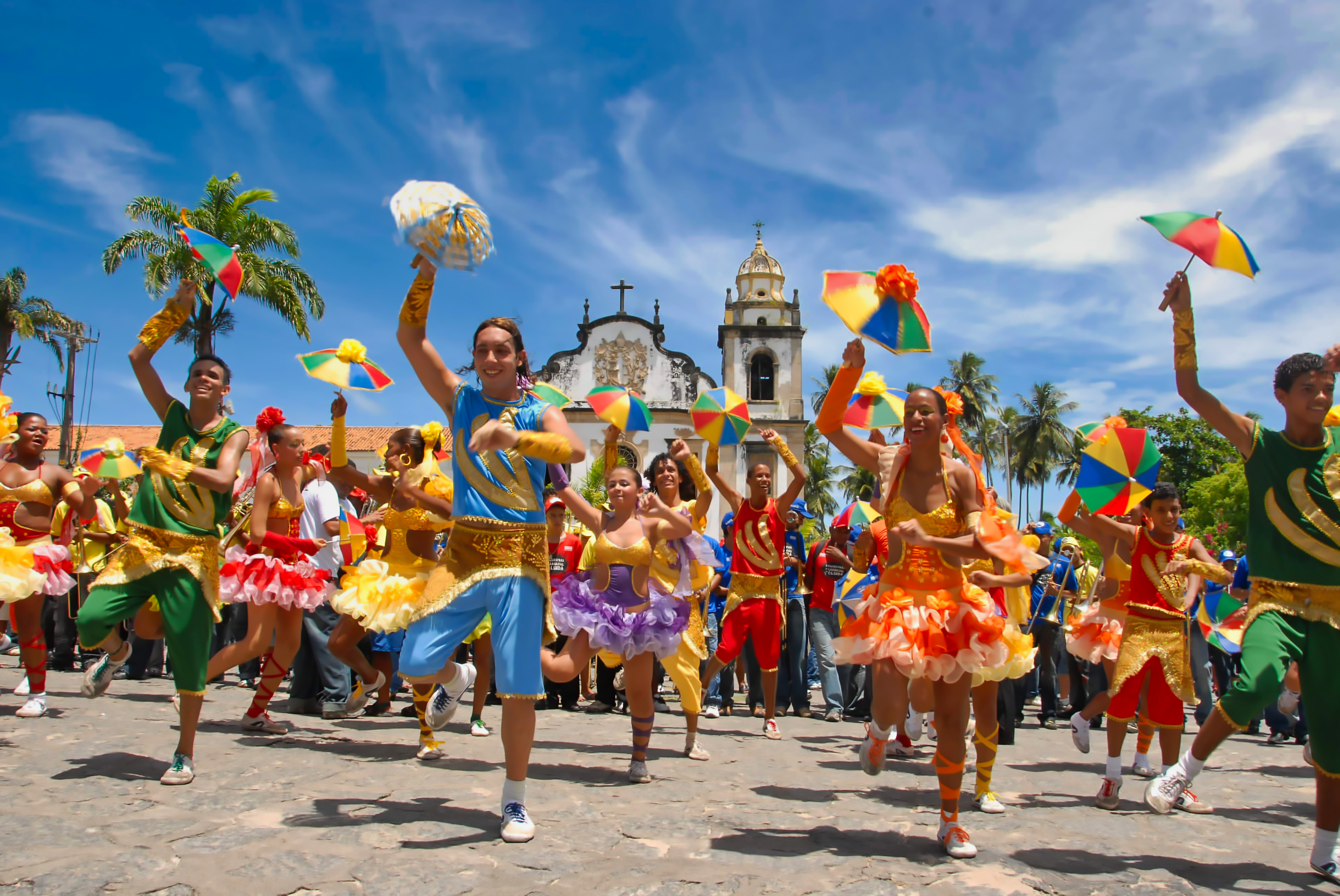
페르남부쿠 올린다의 프레부 무용수

- 슐라
- 바네라웅
- 브라질 주크
- 카림보
- 프레부
- 람바다
- 룬두
- 마쿨렐레
- 마시스
- 삼바
  - 삼바 지 가피에이라
- 수시아
- 샤샤두
- 포호
- 힙합

## 대중 문화

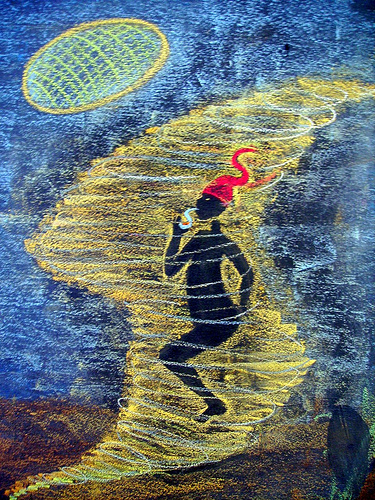
J. 마르코니의 사시 페레레의 초상 (2007).

### 텔레비전
텔레비전은 현대 브라질 대중 문화 형성에 큰 역할을 했다. 1950년 아시스 샤토브리앙에 의해 도입되었으며, 브라질의 가장 중요한 대중 매체 요소로 남아 있다.
텔레노벨라는 브라질 텔레비전의 특징으로, 보통 대부분의 주요 텔레비전 네트워크에서 프라임 타임에 방송된다. 텔레노벨라는 영어권 국가의 소프라 오페라와 개념이 유사하지만, 텔레노벨라는 기간이 훨씬 짧다 (보통 100~200회). 전국적으로 널리 시청되며, 국가 정체성과 단결의 중요한 요소로 묘사될 정도이며, 120개국 이상으로 수출되었다.

### 민속
브라질 민속은 많은 이야기, 전설, 춤, 미신, 종교 의식을 포함한다. 등장인물로는 보이타타, 보투 코르 지 호자, 사시와 분바 메우 보이가 있으며, 이는 북부와 북동부에서 유명한 6월 축제를 탄생시켰다. 피자데이라, 목 없는 노새, 흰 귀부인 등이 상파울루주와 남동부에서 인기가 많다. 사시의 날도 브라질, 주로 상파울루주에서 기념된다.

## 소셜 미디어
브라질의 소셜 미디어는 이 남아메리카 국가에서 소셜 네트워킹 애플리케이션을 사용하는 것이다. 이는 경제 성장과 컴퓨터 및 스마트폰의 가용성 증가 때문이다. 브라질은 세계에서 두 번째로 큰 트위터 사용자(4,120만 명의 트위터 사용자)이며, 유튜브의 미국 외 최대 시장이다. 2012년 페이스북 이용 시간은 208% 증가했지만 전 세계 이용은 2% 감소했다. 2013년 브라질은 페이스북 사용자 수가 6,500만 명으로 전 세계에서 두 번째로 많았다. 이 기간 동안 브라질의 소셜 미디어 사용자는 온라인에서 월 평균 9.7시간을 보냈다.

## 스포츠

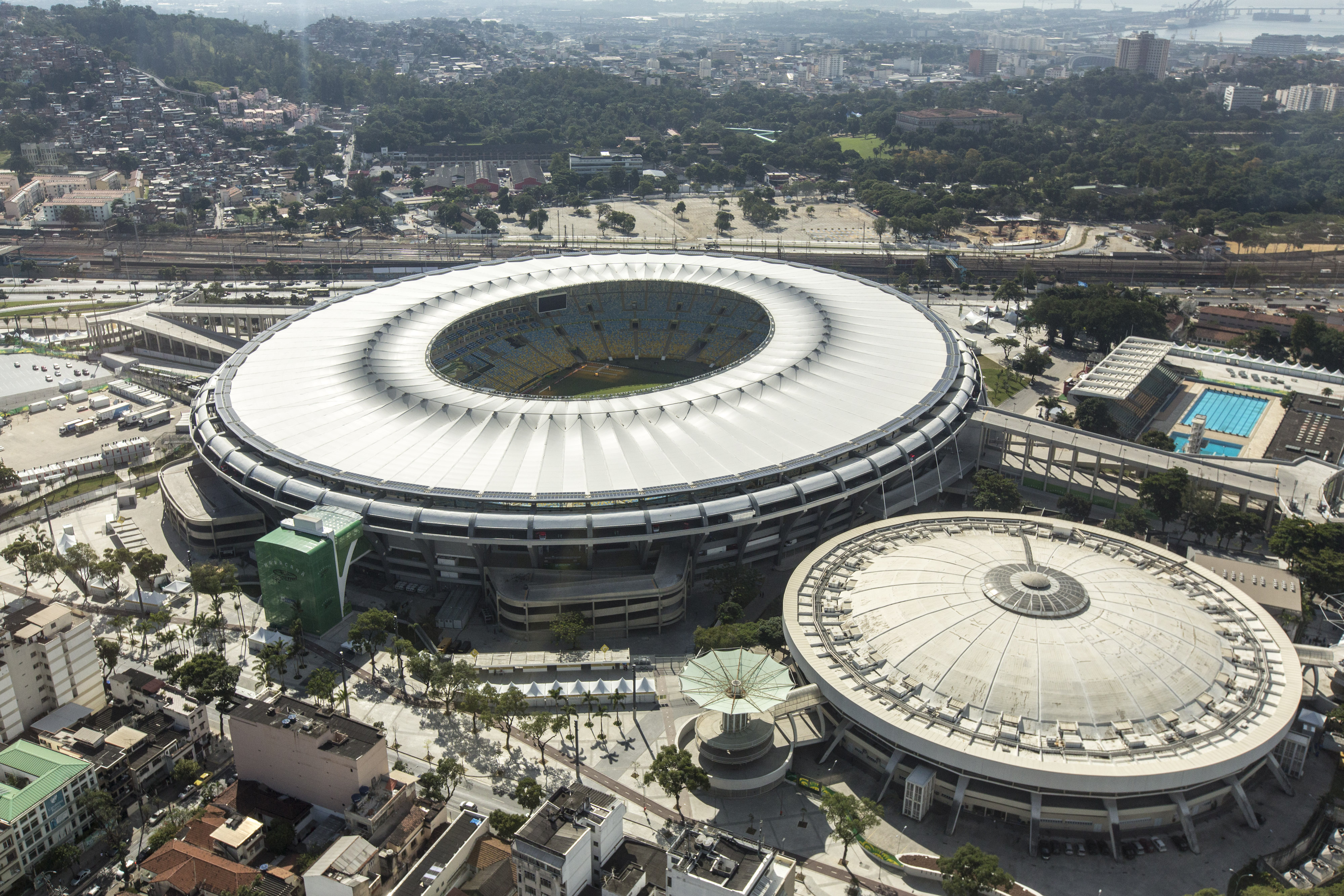
마라카낭 스타디움, 브라질 축구 최고 리그인 브라질의 축구 경기 중.

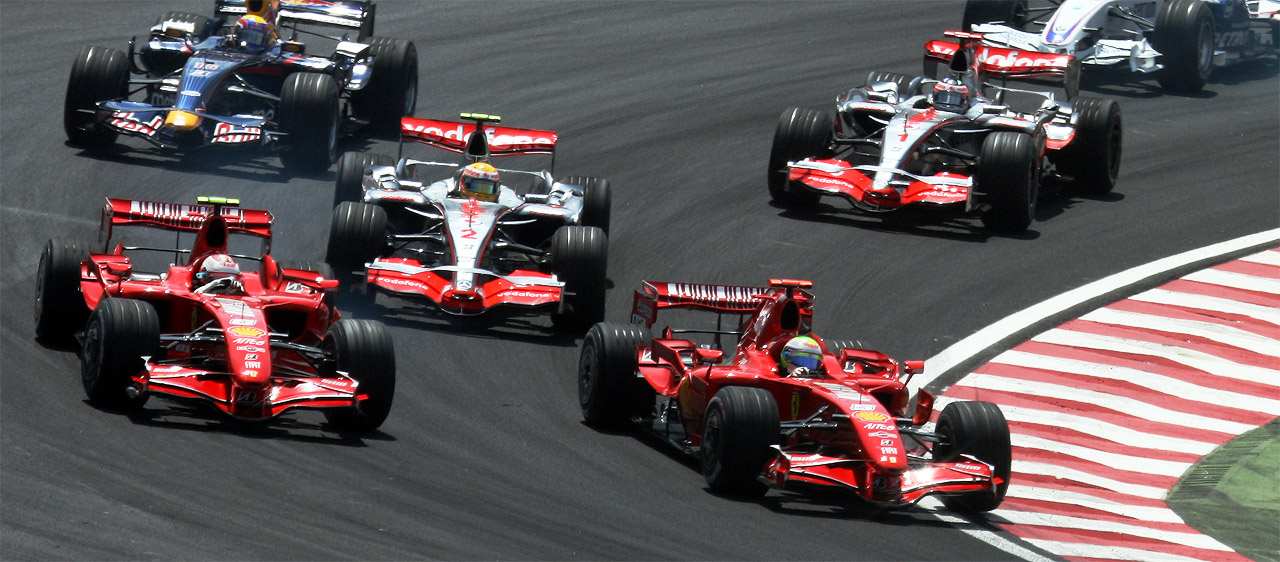
상파울루의 조제 카를로스 파시 자동차 경주장에서 열린 2007년 브라질 그랑프리의 펠리피 마사.

축구는 브라질에서 가장 인기 있는 스포츠이다. 펠레, 호나우두, 카카, 호나우지뉴, 네이마르와 같은 많은 브라질 선수들이 이 스포츠에서 가장 잘 알려진 선수들 중 하나이다. 브라질 축구 국가대표팀(셀레상)은 현재 FIFA 랭킹에 따르면 세계 최고의 팀 중 하나이다. 그들은 1958년, 1962년, 1970년, 1994년, 2002년에 FIFA 월드컵에서 기록적인 5번의 우승을 차지했다.
농구, 배구, 자동차 경주, 무예 또한 많은 관객을 끌어모은다. 테니스, 서핑, 스케이트보드, 수영, 체조는 지난 수십 년 동안 증가하는 스포츠 애호가 수를 기록했다. 일부 스포츠 변형은 브라질에서 시작되었다. 비치사커, 풋살 (실내 축구의 공식 버전), 그리고 족구는 축구의 변형으로 브라질에서 등장했다.
무예에서 브라질 사람들은 카포에이라, 발리 투도, 그리고 브라질 주짓수를 개발했다. 자동차 경주에서 브라질 드라이버는 8번 포뮬러 원 월드 챔피언십에서 우승했다: 이메르송 피치파우디는 1972년과 1974년; 네우송 피케트는 1981년, 1983년, 1987년; 그리고 아이르통 세나는 1988년, 1990년, 1991년에 우승했다.
브라질은 대규모 스포츠 행사를 개최했다. 1950년 FIFA 월드컵과 2014년 FIFA 월드컵을 개최했다. 상파울루에 위치한 서킷인 조제 카를로스 파시 자동차 경주장에서는 매년 브라질 그랑프리가 열린다.
상파울루는 1963년에 1963년 팬아메리칸 게임을 개최했으며, 리우데자네이루는 2007년에 2007년 팬아메리칸 게임을 개최했다. 브라질은 또한 리우데자네이루 유치를 통해 2016년에 하계 올림픽을 개최하기 위해 네 번째로 시도했다. 2009년 10월 2일, 리우데자네이루는 2016년 하계 올림픽 개최지로 선정되었으며, 이는 남아메리카에서 처음으로 열린 올림픽이었다.

## 가족과 사회 계층

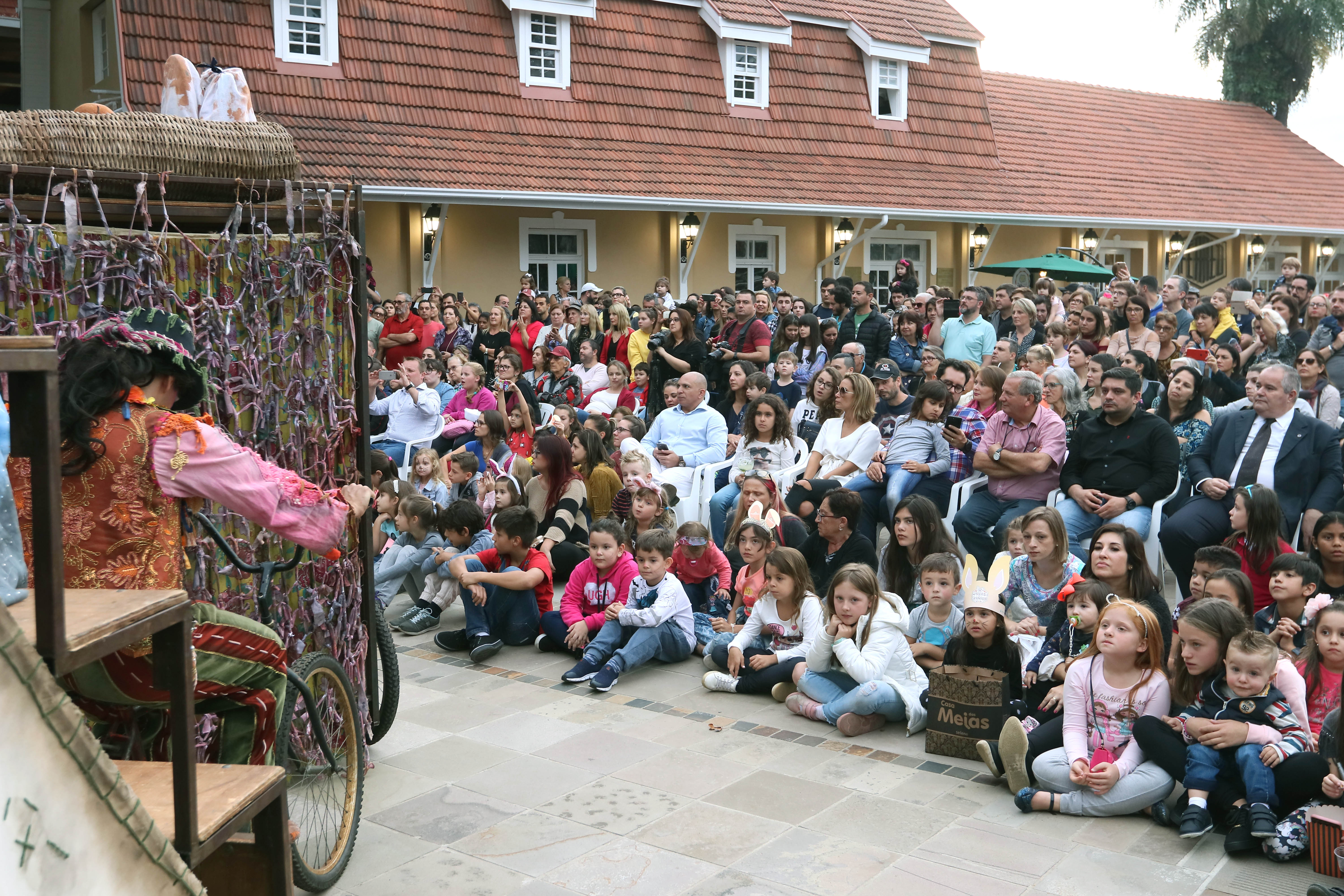
브라질인들이 카넬라에서 열린 어린이 공연에 참석하고 있다.

강한 전통 가치를 가진 사회로서 브라질의 가족은 일반적으로 부부와 그들의 자녀로 대표된다. 대가족 또한 중요한 측면이며 강한 유대가 자주 유지된다. 세계적인 추세에 맞춰 브라질 가족 구조는 지난 수십 년 동안 평균 크기 감소와 한부모, 맞벌이, 재혼 가구 증가와 함께 큰 변화를 겪었다. 가족 구조는 가부장적 성격이 약해졌고 여성은 더 독립적이 되었지만, 임금 차이에서 성별 불평등은 여전히 명확하다.
브라질은 식민지 시대부터 깊은 불평등을 가진 매우 전통적이고 계층화된 사회 계급 구조를 물려받았다. 최근 수십 년 동안 대규모 중산층의 출현은 사회적 이동성을 증가시키고 소득 불평등을 완화하는 데 기여했지만, 상황은 여전히 심각하다. 브라질은 지니 계수로 세계 국가 중 54위이다.
인류학자 알바로 자린에 따르면, "몸은 브라질 사회에서 사회성의 핵심적인 측면이다. 왜냐하면 그것은 개인의 사회적 지위를 전달하기 때문이다. 아름다워질 자원과 시간을 가진 사람들은 의심할 여지 없이 그렇게 할 것이다. 상위 중산층 구성원들은 자신들이 적절하다고 여기는 사람들에 대한 완곡어법으로 '헤메 본니타' 또는 '아름다운 사람들'이라는 문구를 사용한다. 예를 들어, 떠오르는 장소는 입장료나 요금으로 평가되지 않고, 오히려 그곳을 자주 찾는 '헤메 본니타'의 양으로 평가된다. 브라질에서 인종과 계급의 복잡한 관계는 이 상위 중산층을 규범적으로 백인으로 만들고, 브라질 인구의 대다수를 아름다움에서 배제한다. 아프리카계 모발은 '나쁜 머리'로 묘사되고, 더 넓고 비유럽적인 것으로 간주되는 코도 '가난한 사람의 코'로 묘사된다. 미적으로 바람직하지 않은 신체적 특징은 비교적 경직된 브라질 사회 피라미드에서 특정 몸을 열등하다고 표시하며, 국가 내에서 사회적 인정과 완전한 시민권을 받을 자격이 없다... 몸은 무한히 가소성이 있는 것으로 간주되기 때문에, 사회 사다리를 오르는 사람은 상위 중산층 기준에 맞게 자신의 몸을 변형할 것으로 예상된다. 노동 계층은 과시적 소비의 형태가 아니라 아름다움을 사회적 통합의 필수적인 요구 사항으로 인식하기 때문에 아름다움에 돈을 지출할 의향이 있다."

### 사회 관습

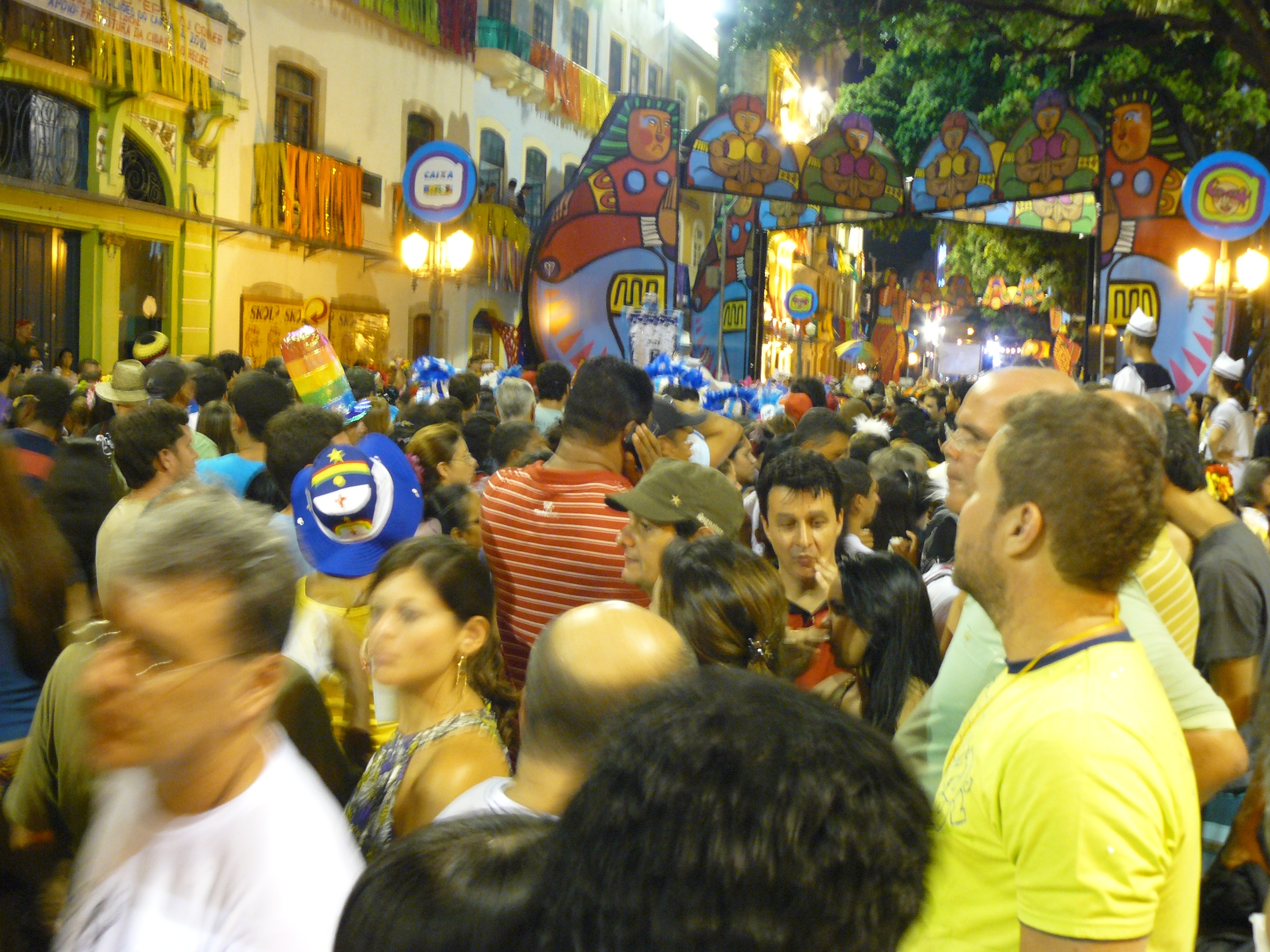
헤시피의 카니발.

브라질 문화에서 공동체 생활은 브라질 사람들이 서로 매우 밀접하게 연결되어 있기 때문에 중요하다. "브라질 사람들은 다른 사람들을 중심으로 삶을 조직하고, 높은 수준의 사회적 참여를 유지하며, 모든 인간 상호 작용에서 개인적 관계를 최우선으로 간주한다. 다른 사람들과 함께 있는 것은 매우 중요해서 거의 혼자 있지 않으며, 혼자 있고 싶은 욕구를 우울증이나 불행의 신호로 인식한다." 브라질 사람들은 사회생활에 깊이 관여하기 때문에 많은 친구, 가족 구성원 또는 사업 파트너들이 함께 모인다. 

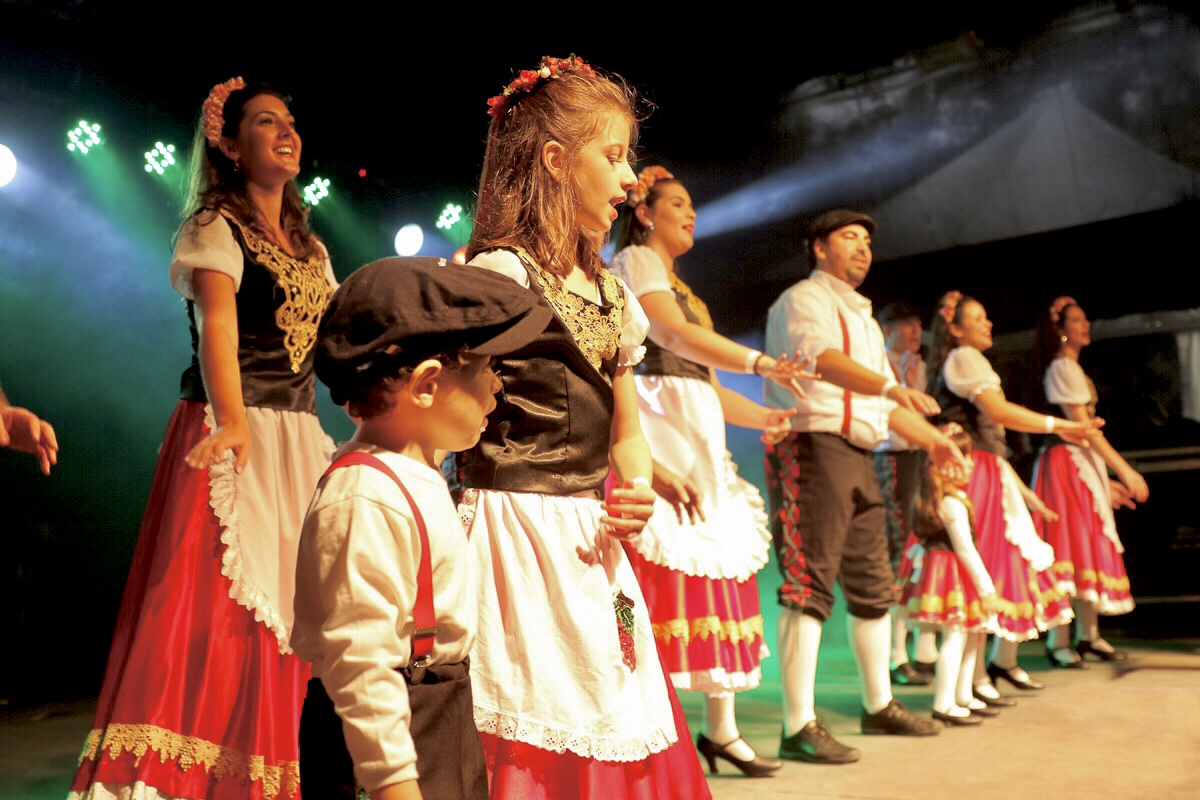
상파울루의 이민자 파티.

친구 및 가족 관계가 브라질 문화에 큰 영향을 미치지만, 사업 관계도 중요하다. "브라질 사람들은 다른 사람들과의 관계에 크게 의존하기 때문에, 브라질 상대방을 개인적으로나 직업적으로 알아가는 데 시간을 투자하는 것이 필수적이다. 브라질 사업 문화에서 가장 중요한 요소 중 하나는 개인적인 관계이다." 브라질 사람들은 정중하고 올바른 인사를 사용하여 편안한 사업 분위기를 유지한다.
인사할 때 브라질 사람들은 종종 신체적으로 자신을 표현한다. 여성은 보통 양 볼에 키스를 하고 남성은 등을 가볍게 두드려 준다. 친근한 제스처는 서로 인사하는 데 사용된다. 대화에 참여할 때 상대방의 사회적 지위를 언급한 다음 이름을 사용하는 것이 일반적이다. 브라질 사람들은 자신보다 나이가 많은 사람과 대화할 때 "senhor"(미스터) 또는 "senhora"(미스)라고 부르고 상대방의 이름을 붙인다. 브라질에서는 낯선 사람이나 나이가 많은 사람과 소통할 때 공식적인 인사를 사용하는 것이 일반적인 규칙이다.

## 아름다움
인류학자 알바로 자린에 따르면, "남동부 브라질에서 미는 사회 범주로서 끊임없이 살아 숨 쉬고 내면화된다. 텔레비전부터 가사까지 모든 종류의 매체에서 미에 대한 이야기는 만연하며, 모든 수입 및 배경의 사람들의 일상적인 관심사이다. 사람의 외모에 대해 언급하는 것은 사회적으로 허용될 뿐만 아니라 그 사람의 건강에 대해 묻고 걱정하는 것과 같다. 사람이 최상의 상태로 보이지 않는다면 많은 브라질 사람들은 그 사람이 아프거나 정서적 고통을 겪고 있다고 가정한다." 자만은 다른 많은 곳에서와 같이 부정적인 함의를 갖지 않는다. 브라질 여성의 평균 체중은 62kg이며, 미국에서는 75kg, 영국에서는 68kg이다.

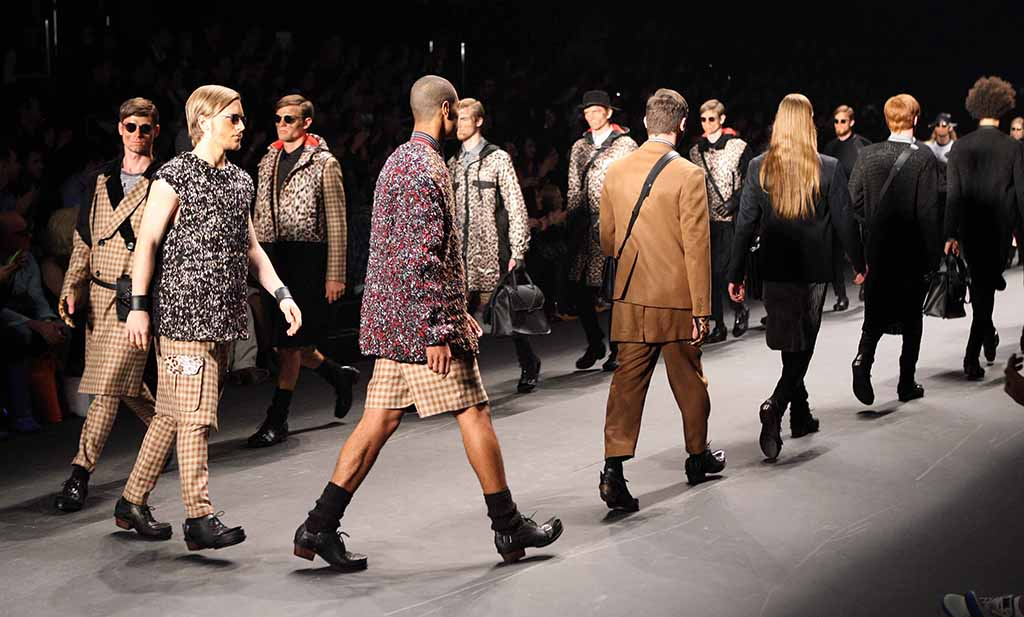
세계에서 다섯 번째로 중요한 상파울루 패션 위크

브라질은 인구당 성형외과 의사 수가 세계에서 가장 많다. 2001년에는 인구 1억 7천만 명 중 35만 건의 성형 수술이 있었다. 이는 노동 인구의 60%가 한 달에 150달러 미만을 버는 나라에서는 인상적인 수치이다. 2007년 한 해에만 브라질 사람들은 위생 및 미용 제품에 220억 달러를 지출하여 세계에서 세 번째로 큰 미용 제품 소비국이 되었다. 브라질 여성의 95%가 자신의 몸을 바꾸고 싶어하며, 대다수는 수술을 심각하게 고려할 것이다. 아름다움 추구는 브라질 여성들에게 너무나 중요해서 새로운 연구에 따르면 그들은 연간 수입의 11배를 미용 제품에 지출한다 (영국 및 미국 여성과 비교하여). 브라질은 최근 의료관광의 주요 글로벌 목적지 중 하나로 부상했다. 브라질 사람들은 모든 사회경제 수준에서도 매년 수십만 건의 시술을 받는 등 성형 수술에 익숙하다.

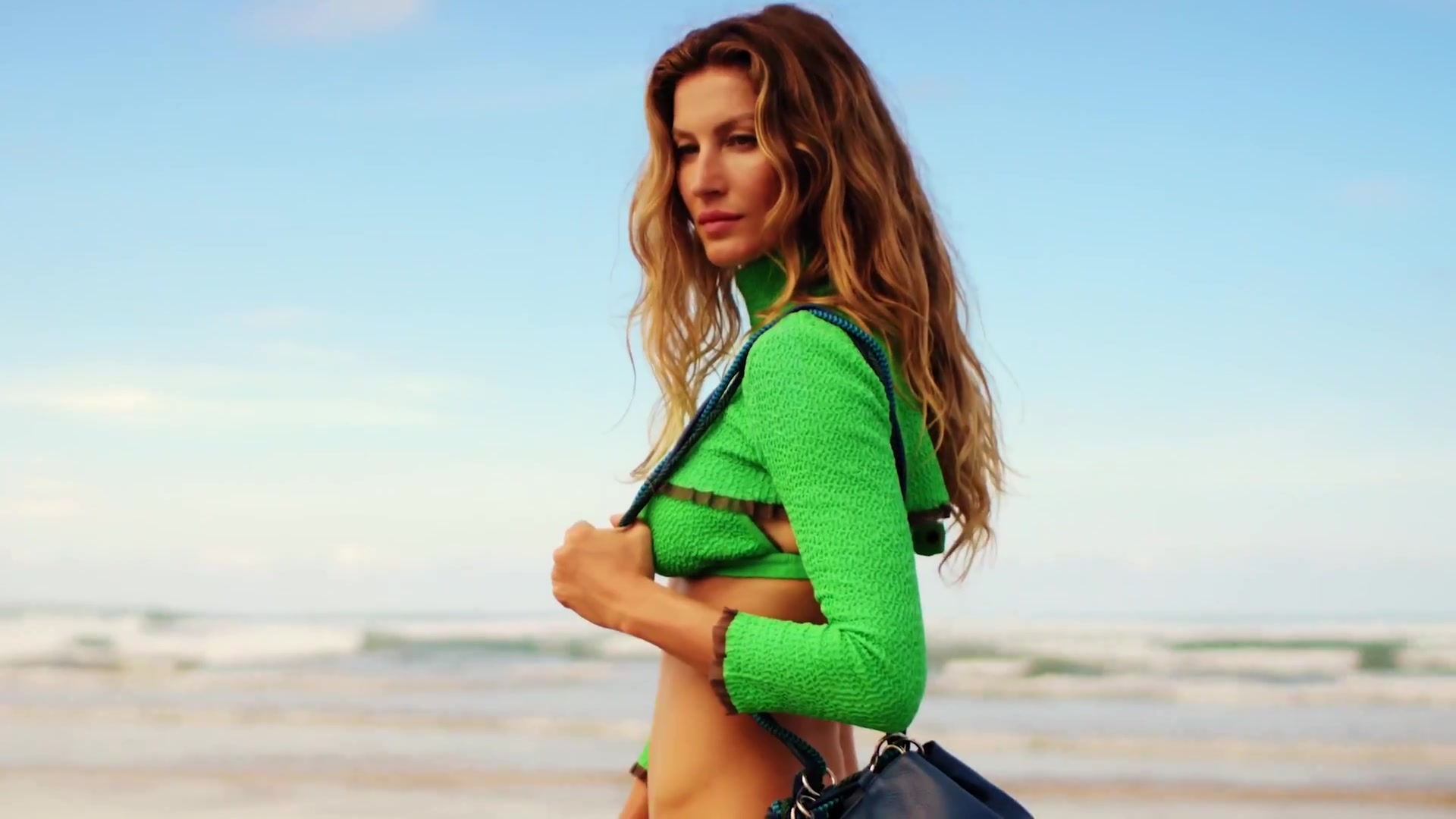
지젤 번천 슈퍼모델.

브라질에서 성형 수술에 대한 일반적인 태도는 경외심에 가깝다. "수술칼의 힘", "성형 수술의 마법", "과학 발전의 행진"과 같은 표현이 어디서나 보이고 들린다. 미국이나 유럽에서 성형 수술은 여전히 사적인 문제로, 약간 부끄럽거나 적어도 사회적으로 어색한 일로 여겨지는 반면, 브라질에서는 수술은 매우 공개적인 문제이다. 성형 수술을 한다는 것은 돈이 있다는 것을 보여주는 것이다. 브라질에서 수술을 통해 몸을 바꾸는 것은 더 아름답고 매력적으로 되는 것 이상이다. 심지어 자신을 돌본다는 것을 보여주는 것 이상이며, 이는 브라질 대중 매체에서 흔히 쓰이는 표현이다. 수술을 통한 변화는 필요한 개선으로 자연스럽게 받아들여진다. 대신 브라질에서 몸을 바꾸는 것은 근본적으로 부를 과시하는 것이다. 그러나 인종과 많이 연관되어 있기 때문에 몸을 바꾸는 것은 또한 백인에 가까워지는 것이다. 2013년 4월 이코노미스트 기사에서는 "[백인으로 보이는 것]은 여전히 건강, 부, 지위를 상징한다. 밝은 피부의 여성들은 상파울루의 고급 쇼핑몰에서 디자이너 옷을 입고 활보하는 반면, 어두운 피부의 하녀들은 제복을 입고 가방과 아기들을 뒤따라간다. 흑인과 혼혈 브라질 사람들은 백인보다 3/5밖에 벌지 못한다. 문맹이거나 감옥에 갈 확률은 두 배이며, 대학에 갈 확률은 절반도 안 된다... '좋은 외모' (밝은 피부)와 '좋은 머리' (곱슬거리지 않는)와 같은 일반적인 표현에서 나타나는 무심한 편견은 많은 밝은 피부의 브라질 사람들이 부모의 배경과 관계없이 오랫동안 자신을 '백인'으로 생각하도록 만들었다."

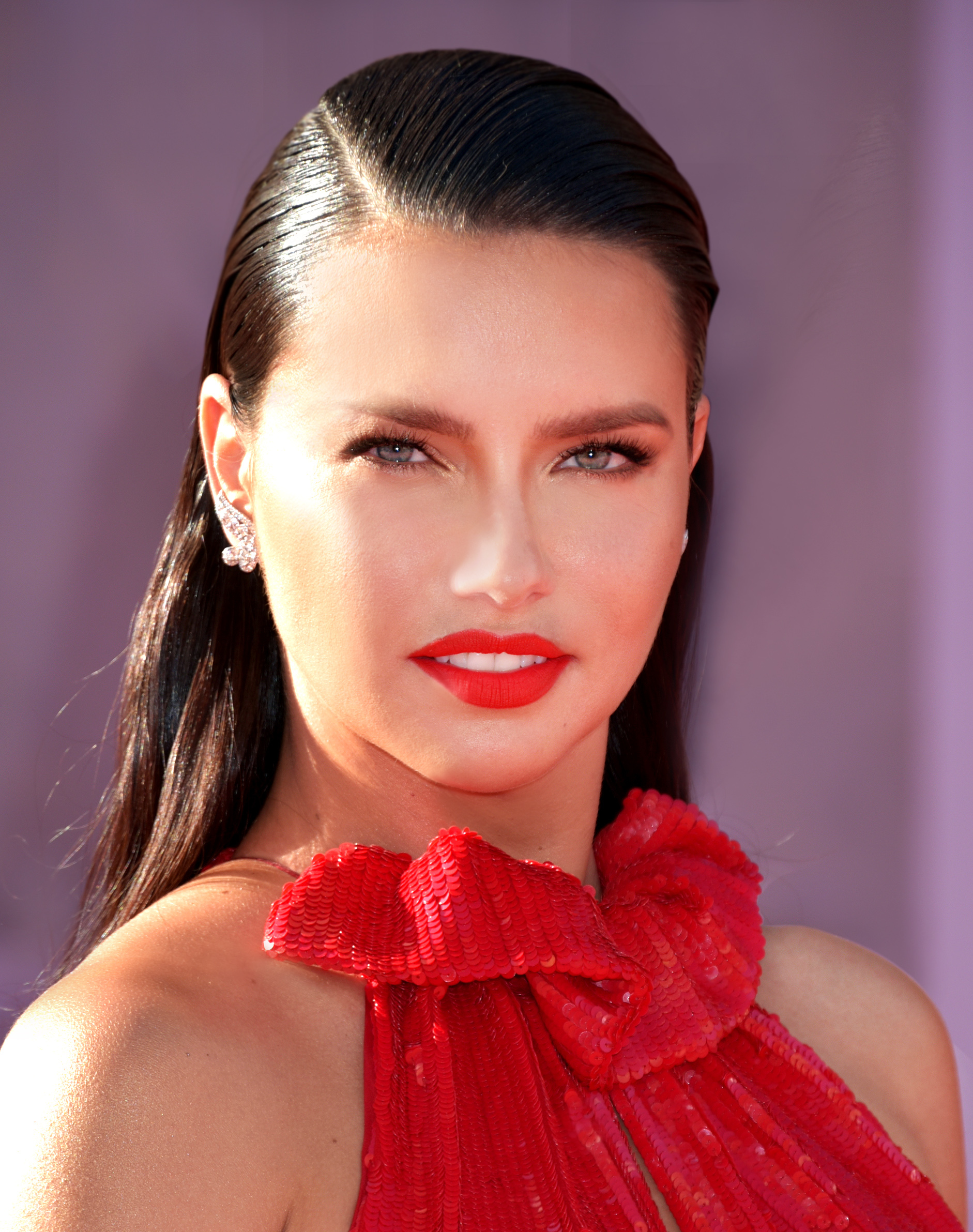
아드리아나 리마.

공립 병원의 노동 계층 환자와 사립 병원의 상류층 환자 간에는 미에 대한 인식에 뚜렷한 차이가 있다. 성형 수술은 상류층에게는 주로 구별을 촉진하고 백색 가치를 강화하는 소비 행위로 개념화된다. 대조적으로, 노동 계층 환자들은 성형 수술을 직업 시장에서 필요한 "좋은 외모"를 제공하고 노동자 및 어머니로서의 신체 노동으로 인한 신체 손상을 "수리"하는 기본적인 필요성으로 묘사한다. 다양한 계층의 환자들은 다른 이유로 성형 수술을 원한다.
신체 외모의 변화가 사회적 지위의 표지로 간주될 수 있다는 미와 사회 계급 사이의 연관성은 브라질 전역에 걸쳐 명확하다. 명백한 사회적 불평등의 맥락에서, 미의 생산과 사회 계급 사이의 연관성은 매우 분명해진다. 브라질 사람들은 미학에 큰 중요성을 둔다. 2007년 연구에 따르면 전체 브라질 사람들의 87%가 항상 세련되게 보이려고 노력하며, 이는 전 세계 평균 47%와 대조된다. 남동부 브라질에서는 몸이 중요한 미학적 가치를 가지는 것으로 이해되며, 이 가치는 고정되어 있지 않지만 훈련과 의료 개입을 통해 축적될 수 있다. 몸에 대한 이러한 '투자'는 거의 항상 건강과 동일시되는데, 왜냐하면 사람의 건강은 몸 표면에서 보인다고 가정되기 때문이다. 브라질에서 미에 대한 가장 흔하고 가혹한 표현 중 하나는 "정말 못생긴 사람은 없고, 가난한 사람만 있을 뿐이다."이다.

## 공휴일
| 날짜                            | 한국어 이름                 | 포르투갈어 이름                         | 비고 |
| ------------------------------- | --------------------------- | --------------------------------------- | --- |
| 1월 1일                         | 새해 첫날                   | Ano Novo/ Confraternização Universal    | 그레고리력 새해의 시작을 축하한다. 전날 밤 자정 카운트다운을 포함한 축제가 열린다. 연휴 시즌의 전통적인 끝.                                            |
| 3월/4월 (변동)                  | 성금요일                    | Sexta-feira Santa                       | 기독교 명절로, 십자가에서 예수님의 고난과 죽음을 축하한다.                                                                                             |
| 4월 21일                        | 티라덴치스의 날             | Dia de Tiradentes                       | 독립적인 브라질 공화국 설립을 목표로 한 반란 운동인 인콘피덴시아 미네이라에 참여한 국가 순교자로 여겨지는 티라덴치스의 사망일(1792).                   |
| 5월 1일                         | 노동절                      | Dia do trabalhador                      | 노동자와 노동 운동의 성과를 축하한다. |
| 6월 (변동)                      | 그리스도의 성체 성혈 대축일 | Corpus Christi                          | 성찬례와 성체에 예수님이 실재한다는 믿음을 축하하는 국가 가톨릭 명절.                                                                                  |
| 9월 7일                         | 독립기념일                  | Dia da Independência 또는 7 de Setembro | 1822년 9월 7일 포르투갈로부터 독립 선언을 축하한다. |
| 10월 첫째 주와 마지막 주 일요일 | 선거일                      | Dia da Eleição 또는 Eleições            | 2년마다 브라질 국민은 투표해야 한다. 첫 번째 선거는 항상 10월 첫째 주 일요일에 열리며, 결선 투표가 필요한 경우 같은 해 10월 마지막 주 일요일에 열린다. |
| 10월 12일                       | 아파레시다의 성모의 날      | Dia de Nossa Senhora Aparecida          | 브라질의 수호성인인 노사 세뇨라 다 콘세이상 아파레시다로서의 성모 마리아를 기념한다. 같은 날짜에 어린이날 (Dia das Crianças)도 기념된다.               |
| 11월 2일                        | 위령의 날                   | Dia de Finados                          | 또 다른 기독교 명절로, 충실히 떠난 이들을 기린다. |
| 11월 15일                       | 공화국의 날                 | Proclamação da República                | 1889년 11월 15일 브라질 제국의 종식과 브라질 공화국 선포를 기념한다.                                                                                   |
| 12월 25일                       | 크리스마스                  | Natal                                   | 예수 탄생을 축하한다. |

## 같이 보기
- 라틴 아메리카 문화
- 브라질의 관광
- 브라질 차 문화